# イドロ・ケベック
イドロ・ケベック（フランス語: Hydro-Québec）はカナダ・ケベック州の電力会社。1944年にケベック州政府が設立した発電・送電・配電事業を営む公益事業体である。本社はモントリオールにあり、サービスエリアはケベック州全体である。
「Hydro-Québec」はケベック州の公用語であるフランス語ではイドロ・ケベックと発音するが、英語読みでハイドロ・ケベックと発音されることもある。
イドロ・ケベックは60箇所の水力発電所でほとんどの電力を賄っており、カナダ最大規模の発電事業者であると同時に世界最大規模の水力発電事業者でもある。2011年時点の発電所の総合発電能力は35,829メガワットで送電網は411万人をカバーしていた。
1940年代末から1990年代中頃にかけて、ベルシミ第一発電所、カリロン発電所、マニック・アウターデス発電所、チャーチル滝発電所、2期に分けて整備したジェームズ湾プロジェクトといった複数の大規模水力発電所の建設を相次いで行ってきたことで、ケベック州は化石燃料への依存度を抑えてきた。2009年には州内で使用される全エネルギーの40.05%をこれらの大規模水力発電所で賄っているが、発電所の建設と運営はケベック州北部に住んでいる先住民との衝突も引き起こしている。
イドロ・ケベックは設立以来、地元での技術開発、低価格な再生可能電力の大規模供給、持続的な設備投資を行ってきたことから、ケベック州の経済発展において「ほぼ神聖なる存在」とされている。
気候変動対策で培われてきた価格競争力のある再生可能電力の需要増加はイドロ・ケベックの直近の貸借対照表に好影響を与えている。2008年から2012年の間、ケベック州の電気料金が北米で低く保たれている功績で株主に8億9000万カナダドルの配当を出している。

## 歴史

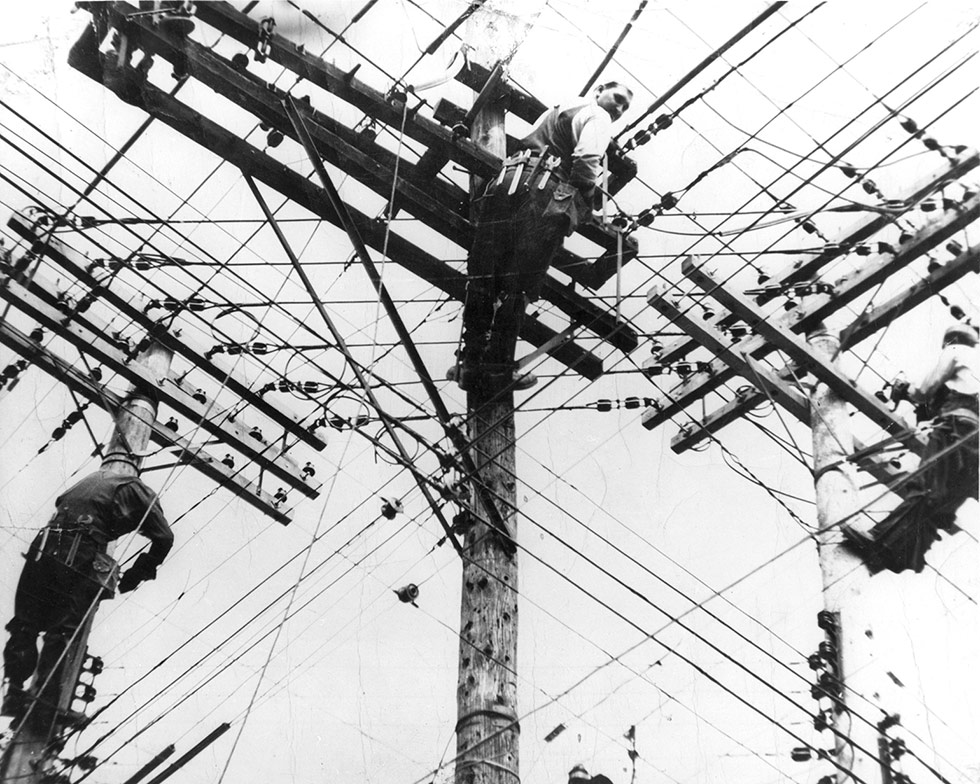
モントリオール・ライト・ヒート・アンド・パワーの架線工事

世界恐慌から数年にわたりケベック州では電力事業の公営化を求める声が巻き起こった。「電力トラスト」と称される高額で利益を過剰に出している状態に対する批判が多くあり、30年早くオンタリオ州で電力事業の公有化を実現したアダム・ベック（Adam Beck）やアメリカ合衆国でルーズベルト政権によって設立されたテネシー川流域開発公社と言った例が持ちだされ、特に地元議員のフィリップ・ハメル（Philippe Hamel）やテレスフォア＝ダミアン・ブシャール（Télesphore-Damien Bouchard）がケベック州でも同様の電力事業を強く主張した。
その後1939年首相に選出されたアデラード・ゴッドバウト（Adélard Godbout）は州営事業のコンセプトを温めていてモントリオール・ライト・ヒート・アンド・パワー(MLH&P)とシャウィニガン・ウォーター・アンド・パワー・カンパニーという2つの主な企業が関与しイギリス系カナダ人の経済的利益や談合によって支配されていた非効率な電力システムを「経済的な独裁であり歪んでいて悪質」と批判していた。

### 2段階の公営化

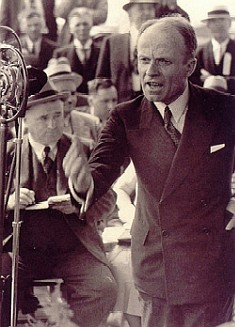
アデラード・ゴッドバウト

#### モントリオールとノースショア
1943年秋、ゴッドバウト首相はケベック州最大の都市であるモントリオールに電気とガスを供給していたMLH&Pを管理下に置くための法案を提出した。1944年4月14日、公企業「ケベック・ハイドロエレクトリック・コミッション」通称「イドロ・ケベック」の設立を定めた第17号法案がケベック議会で成立した。この法令は電気が来ていないか限られている地域において標準以下の送電網を修復し農村電化の早急な実行するために、モントリオール地域において電力とガスの供給を独占する新たな公共事業体の設立や「健全な財政運営を伴った一貫した低価格」な供給をイドロ・ケベックに委任することを定めたものだった。
次の日の1944年4月15日にMLH&Pは買収、急激に伸びる電力需要に応えるために今後の数年で600メガワットの発電能力を早急に増やす必要があったため経営方針を速やかに転換した。1948年、イドロ・ケベックは14番目の発電所を新設し、ボーアルノア発電所における2つのリニューアルのうちの1つの構築に着手した。その後、セントローレンス川のコート・ノール地域にあるフォレストヴィル近くのベルシミ川（Betsiamites River）に目をつけ、モントリオールから700キロメートル (430 mi)東に1953年から1959年にかけてベルシミ第一発電所とベルシミ第二発電所を建設したが、設立間もない企業にとって試金石になったと考える人も多い。またケベック州北部における次の30年間以上行われた大規模開発の事前調査も行った。
モーリス・デュプレシ時代に始めた他のプロジェクトにはボーアルノア発電所の第2期更新工事やオタワ川でのカリロン発電所建設がある。1944年から1962年にかけてイドロ・ケベックは発電容量を616メガワットから3,661メガワットと6倍に増やし、モントリオール地域の住宅向け電気料金を半分にした。

#### 静かなる革命

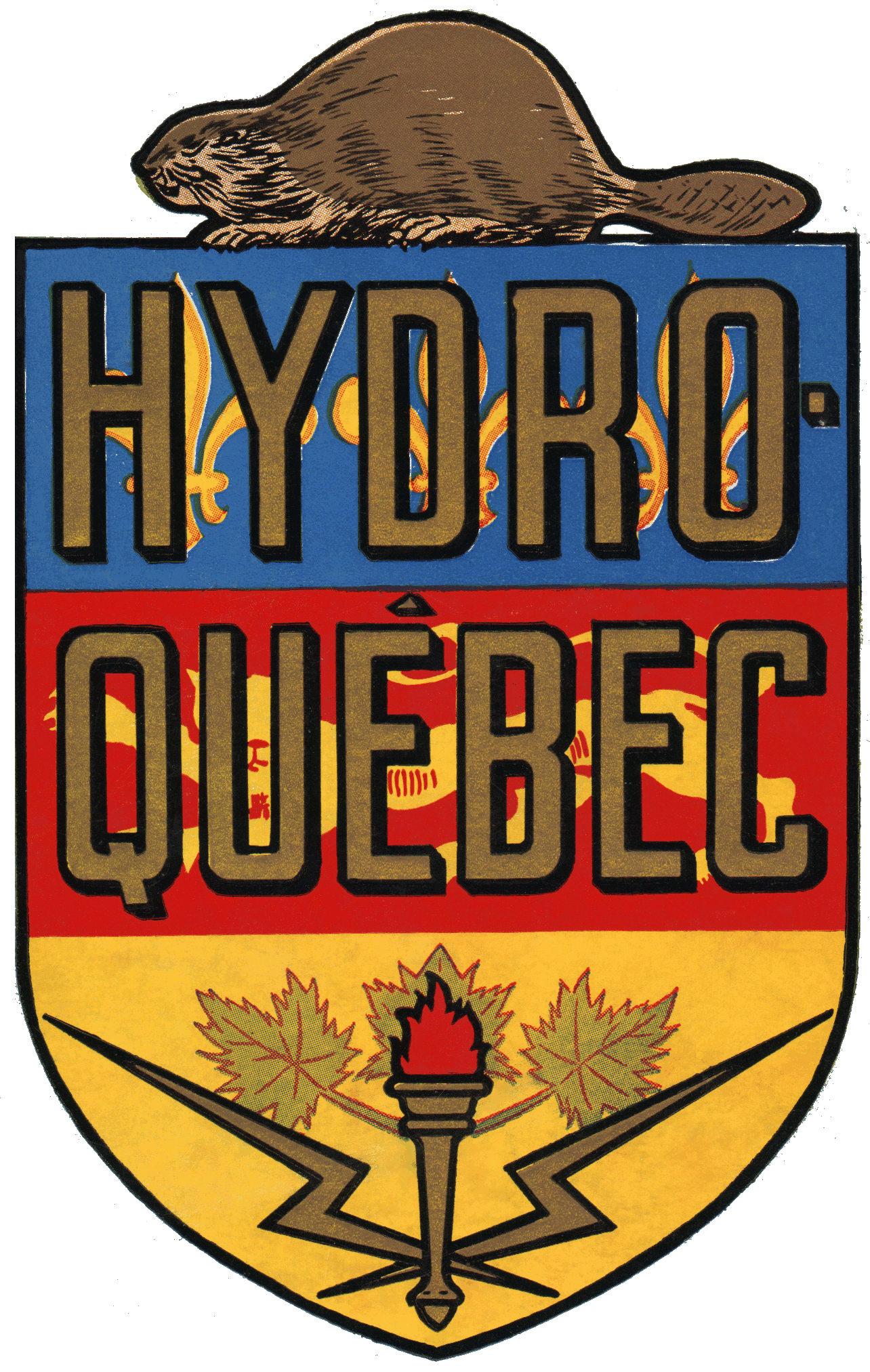
イドロ・ケベック初代ロゴ（1944年-1964年）

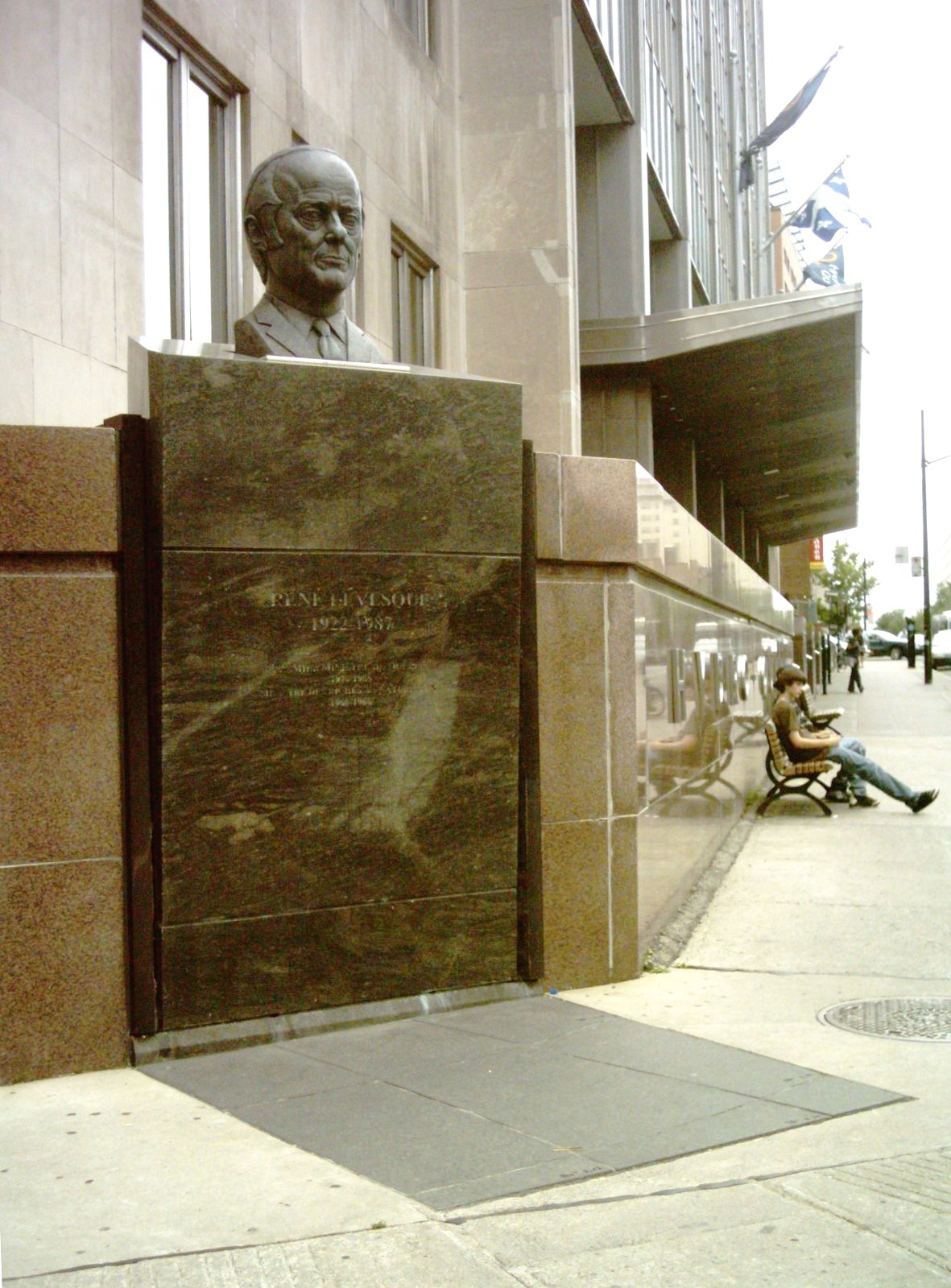
モントリオールのイドロ・ケベックビル入口にあるルネ・レヴェックの胸像

1960年に静かなる革命が始まってもダムの新規建設は止まらなかった。それどころか若手で情熱的な水資源大臣による指導の下、開発をさらに推し進める事に繋がった。かつてテレビレポーターを務めており、ジャン・ルサージ内閣にとって善意の閣僚とされた38歳のルネ・レヴェックはケベック自由党党首の「ドリームチーム」（フランス語: "équipe du tonnerre"）の一環としてイドロ・ケベック担当大臣に任命された。レヴェックは早急に進行中の建設を継続することやケベック州の発電、配電事業の多くのシェアを持つ残存する私企業11社を合併して国有化することを承認した。
1962年2月12日、レヴェックは国有化のためのパブリックキャンペーンを始めた。ケベック電力事業協会の演説では電力業界を露骨に「信じられないほどのコストで混乱している」と発言した。その後、住民の支持を集め、公営化反対の先鋒に立っているシャウィニガン・ウォーター・アンド・パワー・カンパニーの主張を論破するために各地域を遊説した。1962年9月4日から5日にかけてケベック・シティー北部のフィッシングキャンプでワーキングリトリート間の計画を推し進めるためリベラル派の内閣同僚を説得した。この議論は「Maîtres chez nous」（事業は誰のものか）と銘打ち2年早く行われた解散総選挙 (en) 間でのリベラルなアジェンダ以上に関心を集め、ケベックナショナリズムの強い底流を持つものだった。
ルサージ内閣は1962年11月14日に再信任され、レヴェックは計画を推進することになる。1962年12月28日午後6時、イドロ・ケベックは敵対的買収を実行し、11社の株式を市場価値に少し上乗せするセット価格で全て内周した。数週間の買い付け後、経営陣は自社の株主に州政府による6億400万カナダドルの提供を承認することを申し入れた。11社買収に加えて、ほとんどの共同、自治体所有の施設をイドロ・ケベックの既存所有施設に引き継ぎ統合を行ったことで1963年5月1日、ケベック州最大の電力会社になった。

### 1960年代から1970年代にかけて

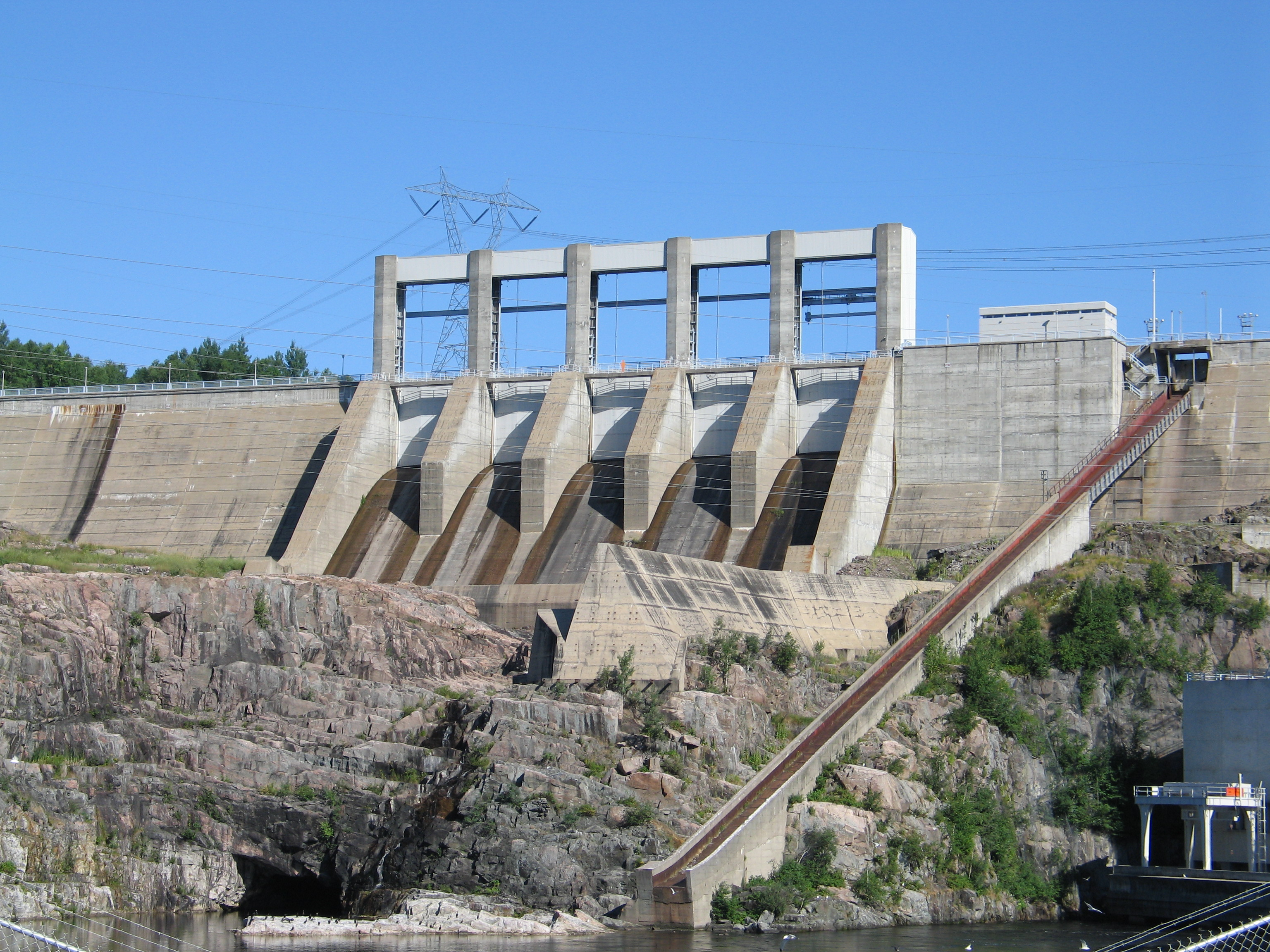
ジーン＝ルサージ発電所。かつてはマニック第二発電所という名前で1961年から1965年にかけて建設された

1963年の買収に続いて、対処すべき問題が3つあった。まず初めに様々な形で荒廃している状態である数十のネットワークを標準化やアビティビのシステムの大部分を25ヘルツから60ヘルツに更新するために既存の仕組みに新たな子会社をシームレスに取り込むために再構成する必要があった。
現在の企業ロゴはモントリオールにあるデザイン会社ギャグノン/バルカス社が1960年にデザインした。

#### マニク＝ウタルド
1959年、マニク＝ウタルドプロジェクトとして世界最大の水力発電ダムになった幅1,314-メートル (4,311 ft)のダニエル＝ジョンソンダムを含む7基の水力発電複合施設の建設に1000人もの作業員が参加した。マニクアガン川やウタルド川での建設は1978年に完成、同時にウタルド第二発電所の稼働も開始した。
しかし、これらの大規模プロジェクトは、経済的なやり方でケベック州南部の都市中心部から700km離れた発電所が発電した大量の電力の送電に関し、数年で企業技術者が占有する新たな問題を引き起こした。ジャン＝ジャック・アルシャンボー（Jean-Jacques Archambault）という若手技術者が既存のよりはるかに高い電圧である735キロボルトの送電線を敷設する計画を提出、同僚や大手機器メーカーを粘り強く説得した結果、1965年11月29日に735キロボルト送電網の商用利用が始まった。

#### チャーチル滝
1963年にシャウィニガン・ウォーター・アンド・パワー・カンパニーとその子会社数社を買収した後、イドロ・ケベックは銀行と実業家のコンソーシアムであるブリティッシュ・ニューファンドランド・コーポレーション・リミテッド(Brinco)が進めていた、ラブラドール地方にあるハミルトン滝（チャーチル滝）で計画されている水力発電所の20%の権利を取得した。数年に渡る困難な交渉を経て、1969年5月12日に発電所の建設に出資するための取引が成立した。
この協定はイドロ・ケベックが1kWhあたり1セントの25%で2016年まで1kWhあたり0.25425セント、契約の最後の25年間は0.20セントと定めたテイク・オア・ペイに基づき発電所からの電力のほとんどを買い取ることやリスク共有を定めた内容だった。イドロ・ケベックは発電所を所有しているチャーチルフォールズ・ラブラドール・カンパニー・リミテッドの株34.2%を取得することを引き換えに金利のリスクの一部を請け負い、Brincoの負債を買い取った。1971年12月6日にチャーチル滝発電所が最初に発電した量は5,428 MWだった。1974年6月にチャーチルフォールズ・ラブラドール・カンパニー・リミテッドの11基のタービンはフル稼働している。
しかし、ニューファンドランドにあるジョーイ・スモールウッド率いるニューファンドランド・ラブラドール自由党は1972年にフランク・ムーアズ（Frank Moores）率いるニューファンドランド・ラブラドール進歩保守党に取って替わられた。オイルショックの影響により契約条件の不満を持つようになったニューファンドランド・ラブラドール州政府はイドロ・ケベックが持っていないチャーチル・フォールズ・カンパニーの株を1億6千万カナダドルで全て買収した。
ニューファンドランド政府はその後、契約再開をイドロ・ケベックに求めたが需要を理由に拒否された。2つの隣接する州間の長期法廷闘争後、1984年と1988年にカナダ最高裁判所は契約の有効性を二度にわたって認めた。

#### ジェームズ湾プロジェクト

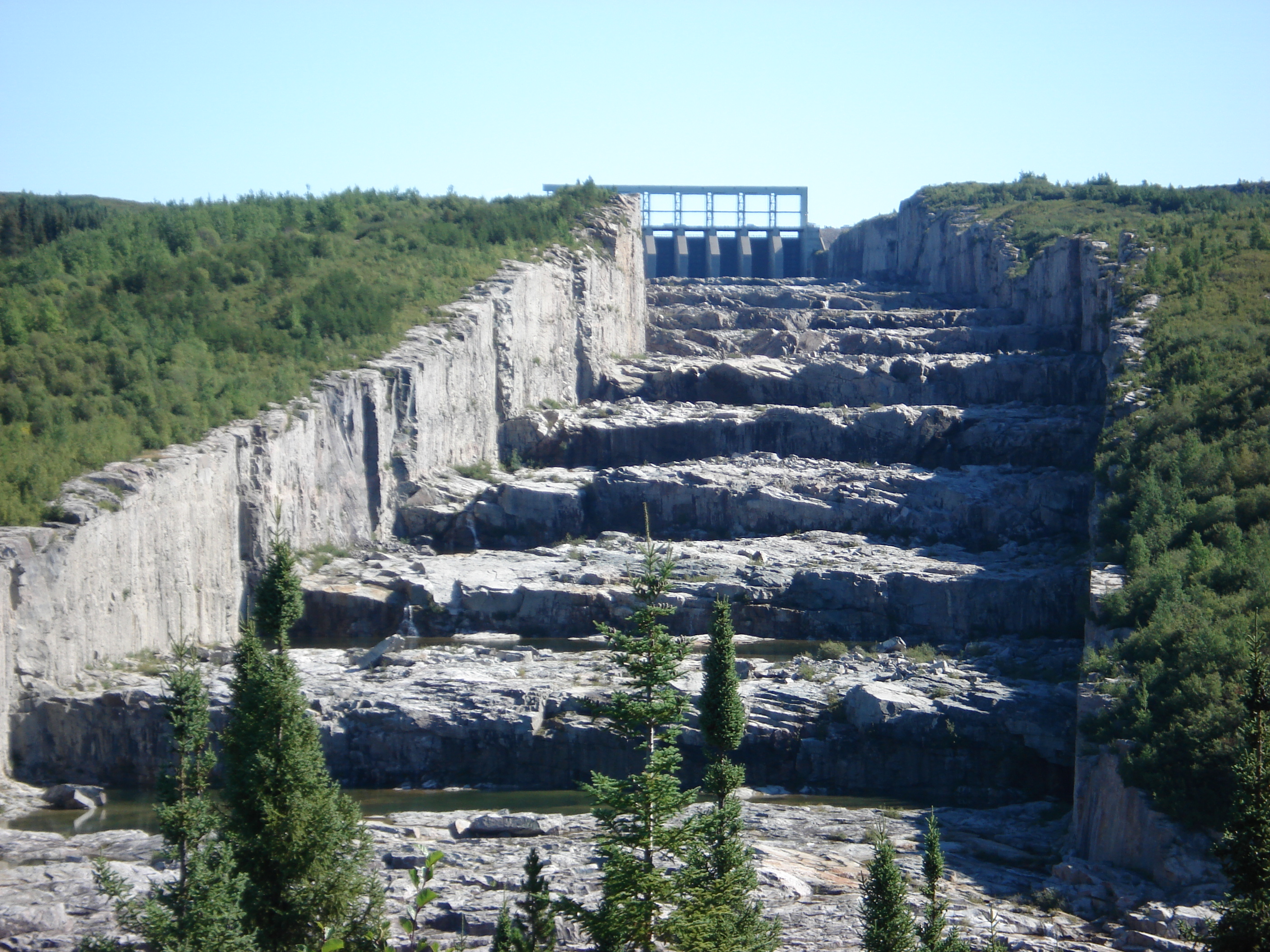
ロベール・ブラッサ発電所の放水路はセイントローレンス川の2倍の水量が流れる。1979年に稼働した5,616 MW規模の発電所はジェームズ湾プロジェクトと称する8基で構成される水力発電所網の中心となっていた。

1970年4月の選挙からほぼ1年後、ロベール・ブラッサ州首相は十万人の雇用を創出すること掲げた選挙公約を実現するためのプロジェクトを立ち上げた。1971年4月30日、熱狂的な自由党支持者の群衆に対して、ジェームズ湾に1万メガワット規模の水力発電所を建設する計画を発表した。3つの可能な候補地の評価を経て、イドロ・ケベックと政府はラグランデ川にロベール・ブラッサ発電所、ラグランデ第三発電所、ラグランデ第四発電所といった3つの新たな発電所を建設することを決定した。
厳格かつ遠隔的な設定でのこのような公共事業によってもたらされた第一に挙げられる技術的および論理的な課題において責任者であるジェームズ・ベイ・エナジー社長のロベール・A・ボイドが建設予定地の地域に居住している5,000人のクリー族がこのプロジェクトによって自身の伝統的な生活が守れなくなるという理由で反対運動を起こしたことに直面したことだった。1973年11月、クリー族達の訴えによってダム建設に必要な基本インフラ建設の仮差し止めが認められブラッサ政権はクリー族たちとの交渉を余儀なくされた。
2年にも及ぶ難しい交渉の末、1975年11月11日、ケベック州およびカナダ政府、イドロ・ケベック、ジェームズ・ベイ・エナジー、クリー族評議会はジェームズ湾と北ケベック合意に署名した。この合意はプロジェクトの継続と引き換えにクリー族の金銭的補償および教育と医療に関するサービスを行うことを定めたものである。
延伸工事期間だった1977年から1981年まで14,000人から18,000人の職人がジェームズ湾の様々な現場に参加した。1979年10月27日にLG-2発電所が稼働を開始、最大発電量5,616 MWはこの種の発電所としては世界で最も高い発電量だった。この発電所、ダムと関連する貯水池はブラッサ首相を讃え、彼の死後1996年10月に改名された。プロジェクトにおける第一段階の建設は1982年にLG-3が、LG-4が1984年5月27日にそれぞれ稼働したことで一区切りとなった。第二段階では1987年から1996年にかけてさらにLG-1  (1,436 MW)、LG-2-A (2,106 MW)、ラフォージ1 (878 MW)、ラフォージ2 (319 MW)、ブリセー (469 MW)といった5基の発電所を複合体として建設した。

### 1980-1990年代
持続的な成長を遂げた20年間の後、1980年代終わりから1990年代にかけてイドロ・ケベックは多数かつ困難な問題に直面した。新たに建設したジェームズ湾の発電所における水流での発電量が緩やかに増加していく中でイドロ・ケベックは電力の「建設会社」から「売電会社」に変貌していった。1980年代初め、根本的なリストラや合理化を実行するためにギー・コロンブ（Guy Coulombe）率いる新経営陣が組まれたが、社員に士気の低下や極度の緊張がもたらされた。
環境問題も顕在化するようになり、ニューイングランドへ電気を送るための新しい水力発電開発と直流高電圧線の敷設はクリー族や米加環境保護団体による反対運動に直面した。ニューイングランドに電気を送るためのジェームズ湾プロジェクトにおいてイドロ・ケベックはケベック-ニューイングランド送電線と称した全長1,200-キロメートル (750 mi)、送電量2,000 MWの直流送電線を計画した。建設はデシャンボー＝グロディーヌ（Deschambault-Grondines）とロトビニエール間でセントローレンス川と交差する地点を除いて問題なく行われた。
地元住民からの強い反対に直面したイドロ・ケベックは他の手段として川の真下に全長4 km (2.5 mi)のセントローレンス川直流送電線交差点トンネルを1億4400万カナダドルで敷設したことでプロジェクトの完遂が2年半遅れた。結局この送電線が完成したのは1992年10月15日の事だった。

#### グレートホエールプロジェクト

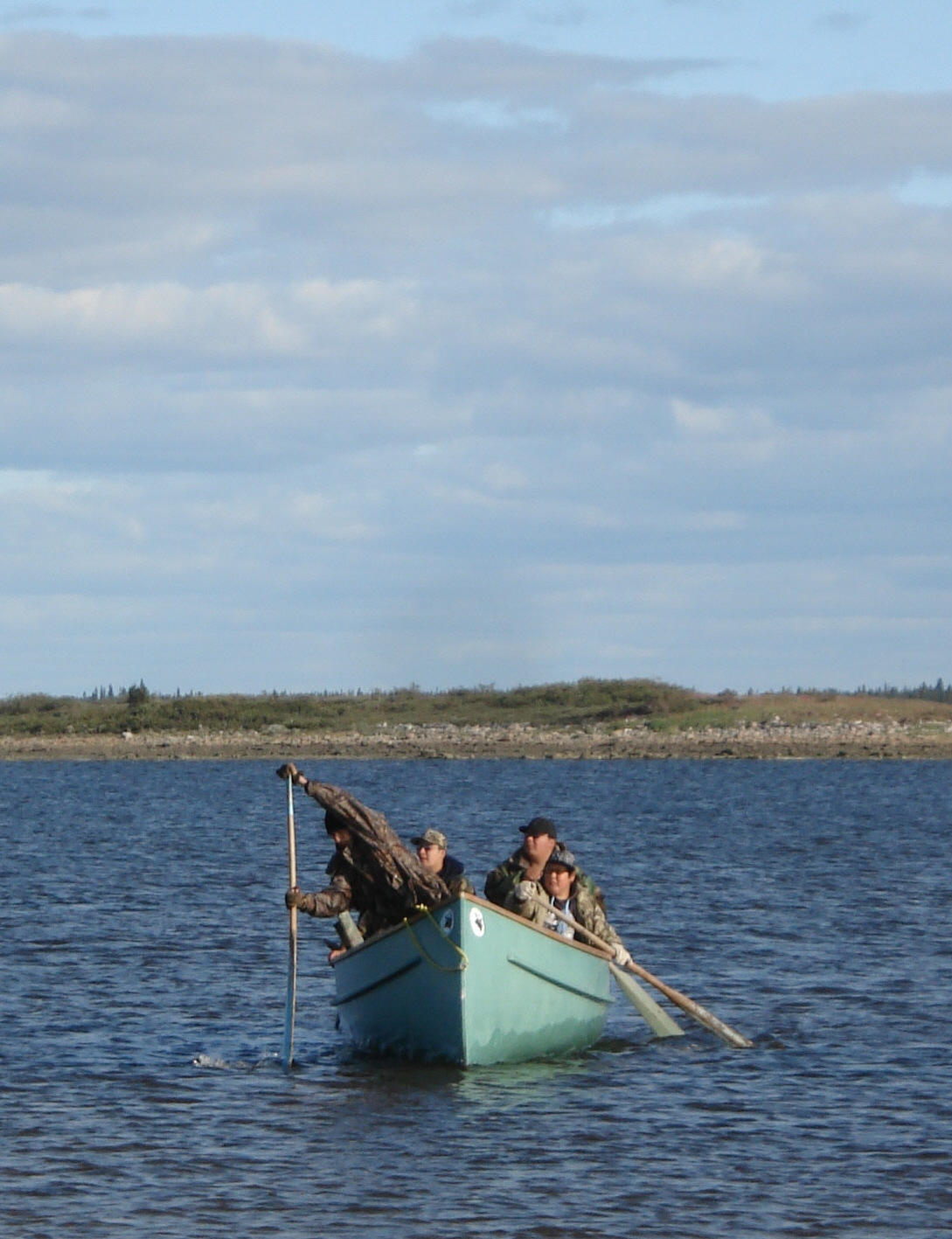
1990年代初頭、北ケベックのクリー族はグレートホエールプロジェクトに猛反対した。

イドロ・ケベックとブラッサ政権は北ケベックにおいて次なる困難を回避することにかなり苦心していた。ロベール・ブラッサは9年ぶりに首相に再選出、就任後間もなくジェームズ湾地域での新たな水力発電開発を発表。「グレートホエールプロジェクト」と命名され、126億カナダドルの予算をかけ合計3,160MWの発電量で年16.3TWh発電する3基の発電所を建設する開発で1998年か1999年に完成するとされていた。
しかし、この計画は論争を呼んだ。1973年と同様、クリー族はプロジェクトに反対し、ケベック州とカナダで建設差し止めを求めてイドロ・ケベックを提訴、さらに多くのアメリカ合衆国の州で電力の販売を阻止する運動を始めた。
1994年の議会選挙から2ヶ月後、新首相のジャック・パリゾー（Jacques Parizeau）はケベック州での電力需要に合わないとしてグレートホエールプロジェクトの凍結を発表した。

#### 自然災害による大規模停電

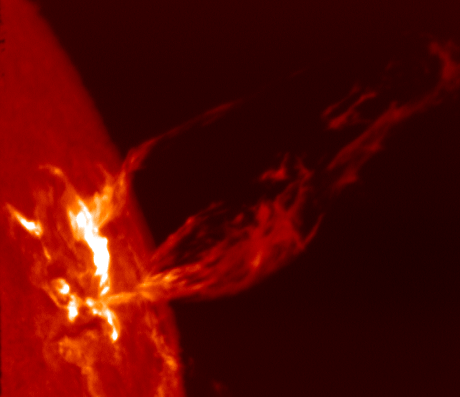
1989年3月13日、太陽の爆発が原因でケベック州にて大規模停電が発生した。

同じ時期、イドロ・ケベックでは自然災害が主原因である送電網の顕著な障害が3度発生し、その度に対処を余儀なくされた。この障害は電力需要の高いケベック州南部と発電所との間の距離が長いというイドロ・ケベックによる送電網がもつ深刻な弱点を浮き彫りにした。
1988年4月18日午前2時05分、チャーチル滝からマニクアガン地域間の送電を担う、コート・ノール地域にある重要な変電所の機器故障が原因でケベック州全域とニューイングランドとニューブランズウィック州の一部地域で停電が発生した。この停電は一部地域で8時間続いたが、アルノー変電所にある変電設備に氷が堆積していたことが原因だった。

一年近く経った1989年3月13日午前2時44分、大規模な磁気嵐が地磁気に変動を引き起こし、送電網の遮断器が作動、ジェームズ湾ネットワークは約90秒の止まってしまい、前回から11ヶ月後に2度目の大規模停電が発生した。停電は9時間続いたため、イドロ・ケベックは地磁気誘導電流を伴う危険性を軽減するプログラムの改善に力を入れるようになった。

#### 1998年の着氷性暴風雨

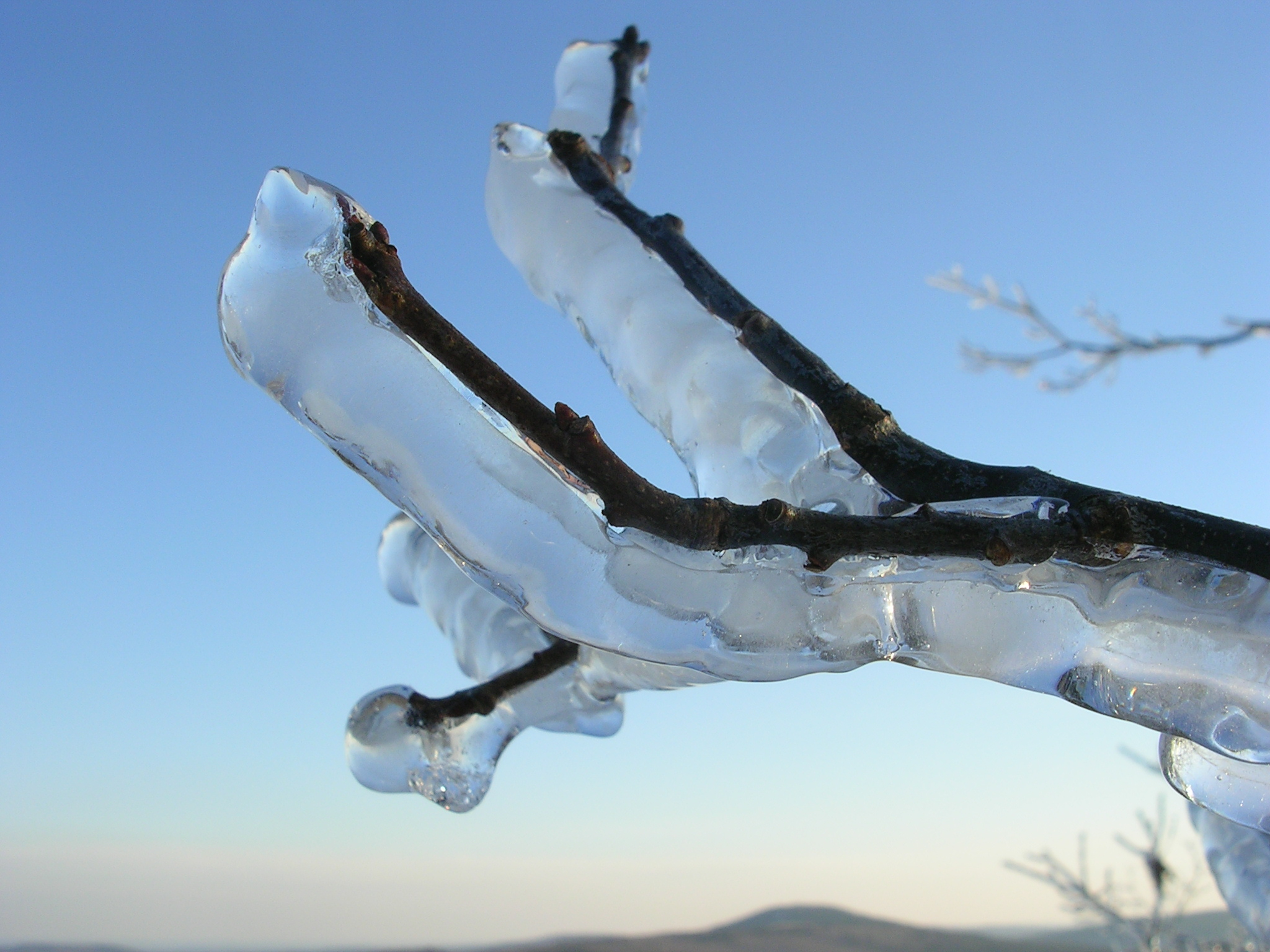
1998年の北米着氷性暴風雨は140万人のイドロ・ケベック使用者に5週間の停電という影響を与えた。

1998年1月、5日間連続で発生した深刻な雨氷でイドロ・ケベックの歴史上最も大規模な停電が発生した。氷の重みで南ケベックにある600キロメートル (370 mi)の高圧電線と3,000キロメートル (1,900 mi)以上の中圧、低圧電線が崩壊、最大140万人のイドロ・ケベック使用者が5週間の停電という被害を受けた。
モントリオールが停電中、イドロ・ケベックのシンボルはそれでも点灯していた。モンテレジー地域の一部、モントリオール南部は停電被害が最悪だったため、地元メディアや住民から「暗闇の三角形(フランス語: Triangle noir)」と揶揄された。氷の量は数カ所で100 mm (4 in)を超えた。モントリオール島、ウタウエ地域も停電に見まわれ、多数のケベック住民が暖房に使用する電力に関して重大な懸念が示されるようになった。イドロ・ケベックは即時1万人以上の労働者を動員し、南ケベックにある送電網の大部分の再建に乗り出した。今回の危機の絶頂となった1998年1月9日、モントリオール島へは単一の電線で供給されていた。そしてケベック州政府は市街地に飲料水を供給するために計画停電に頼らざるをえない悲惨な状況に追い込まれていた。
電気供給が完全に復旧したのは1998年2月7日のことだった。1998年におけるイドロ・ケベックの嵐による被害額は7億2500万カナダドルで、同じような災害への対策として今後数年間かけて電力系統を強化する予算に10億カナダドルを投じた。しかし、一部の運転でモントリオール周辺のループを閉じるために735 kVが必要で、過去の環境アセスメント無しで危機の絶頂期の時に承認したため直ちに反対運動が発生した。イースタンタウンシップス住人は裁判所に送電線を承認する枢密院勅令を撤回するように求めた。建設作業は議会で着氷性暴風雨の直後に行われた作業を遡って承認する法案を可決した後に再開されたが、プロジェクトの継続には公聴会の開催が必要とされた。ハーテル＝デス・カントン高圧電線の建設は2002年7月に承認され、翌年作業が行われた。

### 2000年代

#### シュホワ問題
増加する電力需要に応えるために新たな電力源を開発する方針によりグレートホエールプロジェクト中止後に策定した北ケベックでの新たな水力発電計画を一時凍結した。2001年9月、イドロ・ケベックはモントリオール南西部のボーアルノアにセントレール・デュ・シュホワ発電所という新規のコンバインドサイクルガスタービン発電所を建設することを発表、電力需要が差し迫っていて貯水池の水循環が不足していることによる影響を抑えるために電力供給源を追加しなければいけない上、発電所の費用対効果や2年の間で建設することを強調した。
しかし、この発表はカナダが京都議定書を批准したことにより仇となった。二酸化炭素を年推定2.25メガトン排出していることで、シュホワ発電所が実際に稼働するとCO2排出量がこの地域で3%増加すると予想された。この計画は反発を招き、2004年1月に行われたケベック州住民の住民投票で反対が65%を占めた。結局2004年11月にジャン・チャレスト（Jean Charest）首相は計画中止を発表した。

#### 新たな水力発電開発

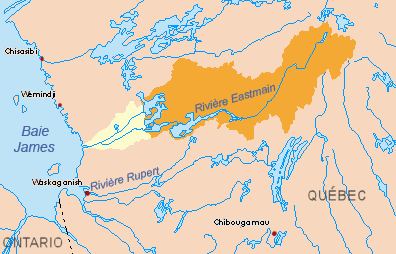
ルパート川の水路はロベール・ブラッサ貯水池へ流れる川の自然流域（地図のオレンジ部分）の経路部になる。

1990年代の中断後、イドロ・ケベックは2000年代初期から開発を再開した。最近のプロジェクトには2004年のサン＝マルグリット第三発電所(SM-3,884 MW)、2005年のトゥルニュストゥック発電所(526 MW)、2007年のイーストメイン第一発電所 (480 MW)、2008年のペリボンカ発電所 (385 MW)、メルシエ発電所 (50.5 MW)、2009年のラピア＝デ＝コアー発電所 (76 MW)、シュート＝アラード発電所 (62 MW)がある。
2002年2月7日、ベルナード・ランドリー首相とクリー族評議会会長のテッド・モーゼスは北ケベックに新たな水力発電所を建設することで合意した。このクリー族・ケベック州政府間新関係尊重合意はジェームズ湾・北ケベック合意における、クリー族へ50年間で総額45億カナダドルを補償することや、野生動物と森林の特別な保護体制の確立、クリー族の労働者にこの地域で将来行われる建設で経済的なスピンオフの分前を得ることを補償するといったいくつかの既定を明確にしたものだった。
そしてその代わりにクリー族は1993年3月に政府が建設したイーストメイン第一発電所のようなこの地域での新たな建設に反対しないことや、ロベール＝ブラッサ貯水池に流れるルパート川の一部分水路において自然・社会環境の保護を定めた数ある規定を順守することを承認した。
最初の480 MW発電所の建設が開始されたのは2002年春で建設現場と80キロメートル (50 mi)離れたネミスコ変電所と道路で繋いだ。さらに発電所はイーストメイン川の左岸に建てられたが幅890-メートル (2,920 ft)、高さ70-メートル (230 ft)のダムと33箇所の小規模ダム、放水設備を必要とした。イーストメイン第一発電所に備えられた3台の発電機は2007年春に稼働を開始、年間発電量は2.7 TWhである。イーストメイン第一A発電所 (768 MW)とサルセル発電所 (125 MW)の2箇所の新規発電所はロベール＝ブラッサ貯水池に流れるルパート川の一部分水路で2007年から2011年にかけて建設され2012年に完成した。
これらのプロジェクトはケベック州の2006–2015年版エネルギー戦略の一環である。この戦略では4,500 MWの新規水力発電を開発することを明記しており、その一環として2009年5月から建設が進められている1,550 MWのロメイン川複合発電所、4,000 MW規模の風力発電、電力輸出の増加、新たな{エネルギー利用効率化プログラムの実行が盛り込まれている。

#### 2004年の水力発電タワーテロ
2004年、アメリカ合衆国大統領ジョージ・W・ブッシュがカナダを訪れた時、カナダ＝アメリカ合衆国国境近くのイースタンタウンシップスにあるケベック-ニューイングランド送電線の塔が爆破によって損傷した。CBCはレジスタンス・インターナショナリストからのとされる声明を報じ、ラ・プレス紙やル・ジャーナル・ド・モンレアル（Le Journal de Montréal）紙、CKACラジオも取り上げた。その声明ではアメリカ合衆国がケベック州の資源を略奪していることに抗議するために犯行に及んだと表明している。

#### 沿海州への進出失敗
2009年10月29日、ニューブランズウィック州知事のショーン・グラハムとケベック州首相のジャン・チャレストはニューブランズウィック・パワー（NBパワー）が持つ資産のほとんどをイドロ・ケベックに売却する了解覚書に署名したが論争を招いた。47億5千万カナダドルでこの公社が持つほとんどの発電、送電、配電に関連する資産をケベック電力事業子会社に譲渡する合意だったが、さらに企業向け電気料金をイドロ・ケベック並に引き下げることや住宅、商業地域の料金も5年間据え置くことを規定していた。
しかし、この取引はニューブランズウィック州で大きな反発を招き、2つの州では売却は原子力発電所と水力発電所に絞ることに変更した。2回目の合意では、送電、配電に関する資産はニューブランズウィック州が保持し続け、NBパワーの一般使用者の電気料金を5年間据え置くためにイドロ・ケベックとの長期間の買電契約を締結することになった。しかし、企業向け電気料金の値下げ額は当初の了解覚書と比べて小さくなった。さらに2回目の取引は反対運動の高まりによって失敗に終わり、2010年3月24日、グラハム知事はダムのセキュリティや水位などいくつかの側面の想定外なリスクとコストといったイドロ・ケベックによる懸念が原因だと述べた。

## 企業構造と決算

### 企業構造

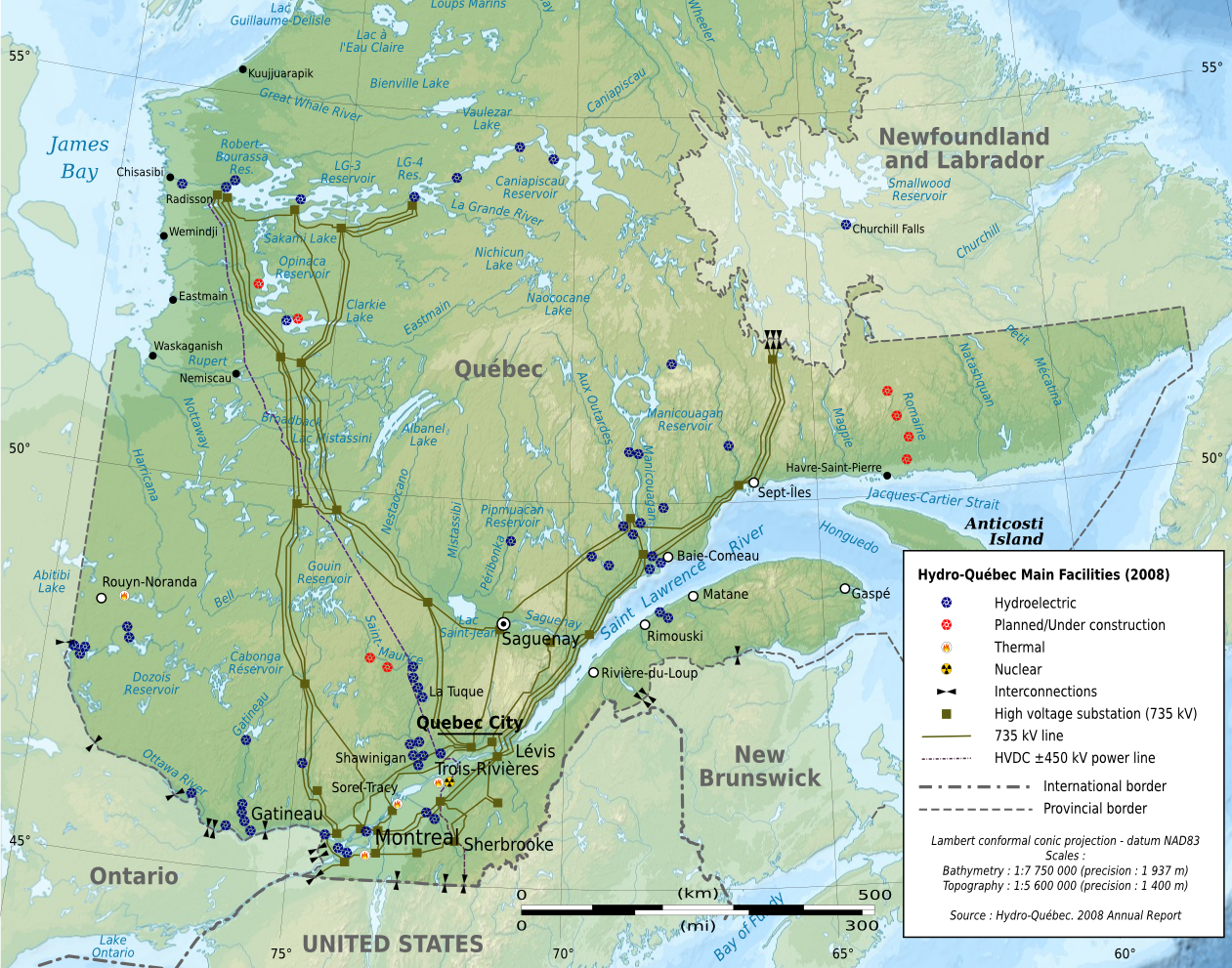
2008年時点のイドロ・ケベックの発電所と主な送電網

北米の公共事業と同様、イドロ・ケベックは1990年代末にアメリカ合衆国における電力自由化を受けて再編成された。未だに垂直統合企業ながら、イドロ・ケベックは発電、送電、配電それぞれを扱う事業単位を子会社として独立させた。
送電部門であるイドロ・ケベックの送電網トランスエナジーはアメリカ合衆国連邦エネルギー規制委員会（Federal Energy Regulatory Commission）が発した議事第888号を受ける形で最初に独立した子会社として1997年に設立された。再編成はイドロ・ケベックの「Act respecting the Régie de l'énergie」として改正された第116号法案が成立した2000年に完了した。
電力の「ヘリテージプール」(フランス語: volume patrimonial)の分離と創設はメリルリンチの調査による推奨が反映されルシアン・ブシャール（Lucien Bouchard）政権によって承認された。2000年1月のレポートは特に家庭向けに州全体で均一で安定した低価格を定めた「ケベック・ソーシャル・パクト」を維持しながら大陸的な傾向に合った電力市場における規制緩和の方法を模索することを目的に作成された。
2000年に発電部門をイドロ・ケベック・プロダクションに、配電部門をイドロ・ケベック・ディストリビューションに譲渡、年間のヘリテージプール165 TWhまで
に、損失に備えた13.9 TWhや保証最大発電量34,342 MWを含む補助的なサービスを加えたエネルギーのヘリテージプールを年間165 TWhまで引き上げ、kWhあたり2.79カナダドルで提供することが議会で承認された。また、議会での議事第1277-2001号では11,420から34,342 MWに修正する時に1時間あたり8,760 MW引き上げることを定めている。
イドロ・ケベック・ディストリビューションは必要とする電力とエネルギーの残り（2007年は約8.2 TWh）を買う必要があり、イドロ・ケベック・プロダクションや風力、火力、小規模水力といった特定のエネルギー源を持つ発電会社といった全ての供給元を対象とした入札を行い長期契約を結んでいる。例として、イドロ・ケベック・ディストリビューションは2003年と2005年に1,000と2,000 MWの風力発電に関する入札を行った。初期の納入は2006年に始まり、23基の風力発電を2015年12月までに完成させなければならない契約になっている。
トランスエナジーと配電部門はケベックエネルギー委員会(Régie de l'énergie du Québec)というサービスコストのアプローチに基づく州内の家庭、商業、工場向け電力と天然ガスの料金を設定するための行政裁判所で規制されている。この委員会はまた、全ての送電網や1000万カナダドルを超える設備投資計画の承認権限、サービスと長期供給契約の条件承認、顧客からの苦情対応、電力系統の標準的な安全性と信頼性の設定と実施といった拡張された権限も有している。
発電部門であるイドロ・ケベック・プロダクションは委員会による規制を受けていない。しかし、未だに常に新たな建設計画の承認には大規模な環境調査結果の公表を含む完全な環境負荷プロセスが必要となる。調査結果の公表に続いて「Bureau d'audiences publiques sur l'environnement」が公聴会を開催する。
イドロ・ケベックの従業員数は2009年時点で23,659人でこのうち技術者が2,060人でケベック州の企業で最多の技術者を抱えている。

### 民営化議論

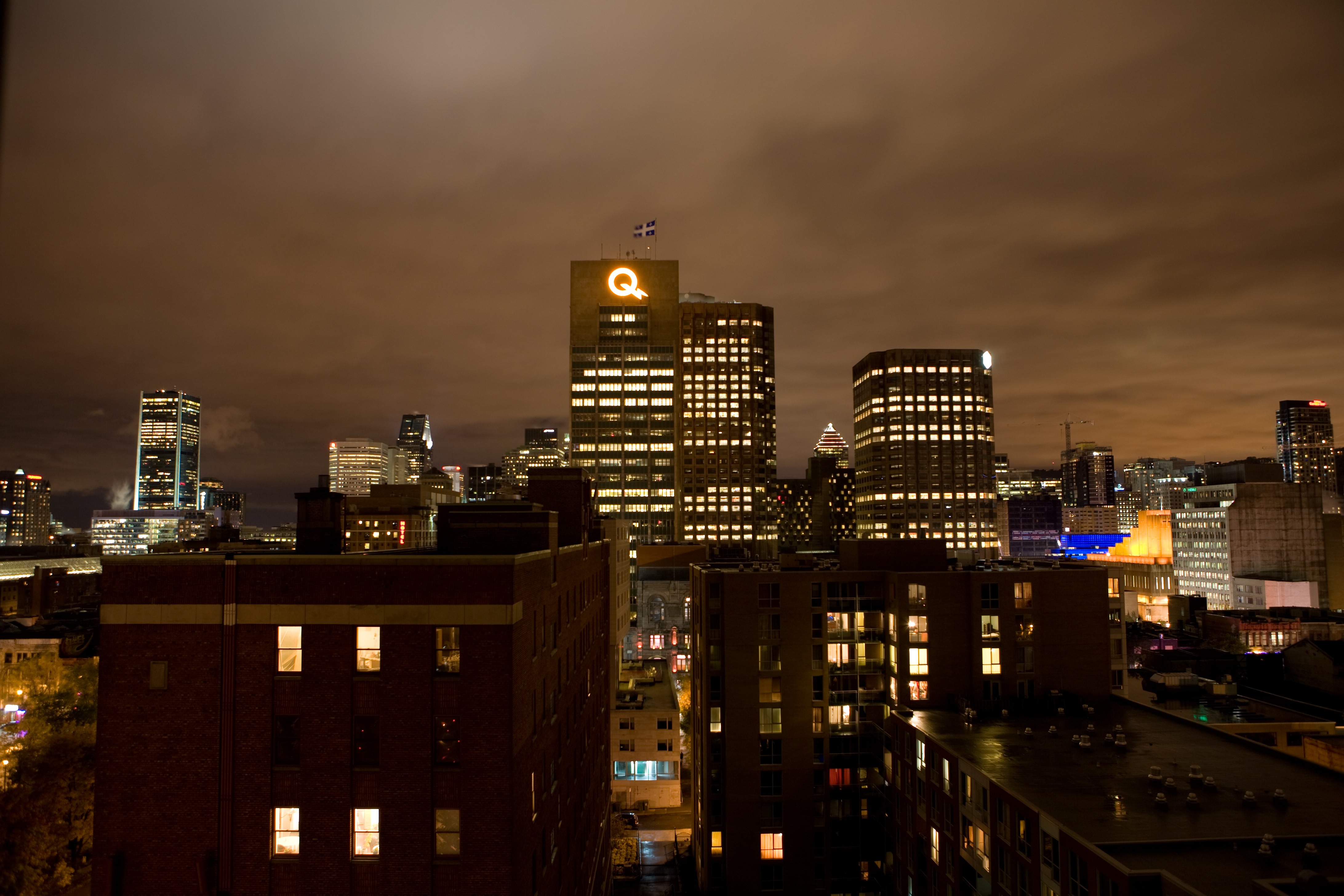
イドロ・ケベックビルディングはモントリオールのダウンタウンにあるランドマークである。

1981年、ケベック党政府は1944年の「社会的協定」の規約を変更することでイドロ・ケベックの使命を再定義した。政府は自身が持つ43,741,090株の価値を各100カナダドルにし、改正法でイドロ・ケベックは配当として純利益の75%を現在支払うことにした。この改正法「イドロ・ケベック法」をきっかけにイドロ・ケベックを完全、もしくは一部を民営化するべきかどうかの議論が始まった。近年ではモントリオール・エコノミック・インスティテュートという保守的なシンクタンクの関係者であるエコノミストのマルセル・ボイヤーや実業家のクロード・ガルシアは度々この問題を提起し、民営化するほうがよりよい経営ができることや売却による収入で公債を減らせると主張している。
他にもケベック民主行動党党首のマリオ・デュモンは2008年の選挙で簡単ながらイドロ・ケベックの少数株を売却できる可能性について議論を交わした。レガー・マーケティングが2008年11月に行った調査でケベック州での回答者の半数(53%)が企業の株式のうち7.5%をケベック州住人や企業に売却する提案に反対だったが38%は賛成だった。
かつてケベック党党首だったジャック・パリゾーはギー・ルパージ（Guy A. Lepage）のトーク番組でこの問題に触れ、売却は市民の支持を得ていない上、イドロ・ケベック自体ケベックのサクセスストーリーや誇りと見なしていると述べている。過去の様々な民営化提案が一般市民に多少注目された理由としてリベラルな州政府は繰り返しイドロ・ケベックを売るつもりはないとしていたためとされている。
多くの他のエコノミストのように、HECモントリオール・ビジネススクールのイヴァン・アレールも民営化に頼ること無く政府の年間配当額を増やすためには電力料金値上げが有効と主張している。その他、サグネにあるル・クオティディエンのバートランド・トレンブリーは、民営化はケベック州の天然資源が外国人に非常に安い値段で大量に売られてしまう状況に陥ってしまうと主張している。長い間トレンブリーは「ケベック州はほぼ森林・水資源を渡してしまうバナナ共和国になる徴候があった。さらにこれらの外国人の私利私欲は地元のハゲタカとつるんで天然資源開発と共に我々の仕事を奪っていった。」と記述している。
ケベック大学モントリオール校のレオ＝ポール・ロゾンやガブリエル・サント＝マリーといった左翼系の教職員は、民営化は高い料金を払っている家庭向け使用者が犠牲になる上、住民と政府との社会的協定を裏切ることになり、州は最低限の短期的な利益のために選んだ資産を譲渡することによる空売りをしていることになると主張している。

## 事業

### 発電

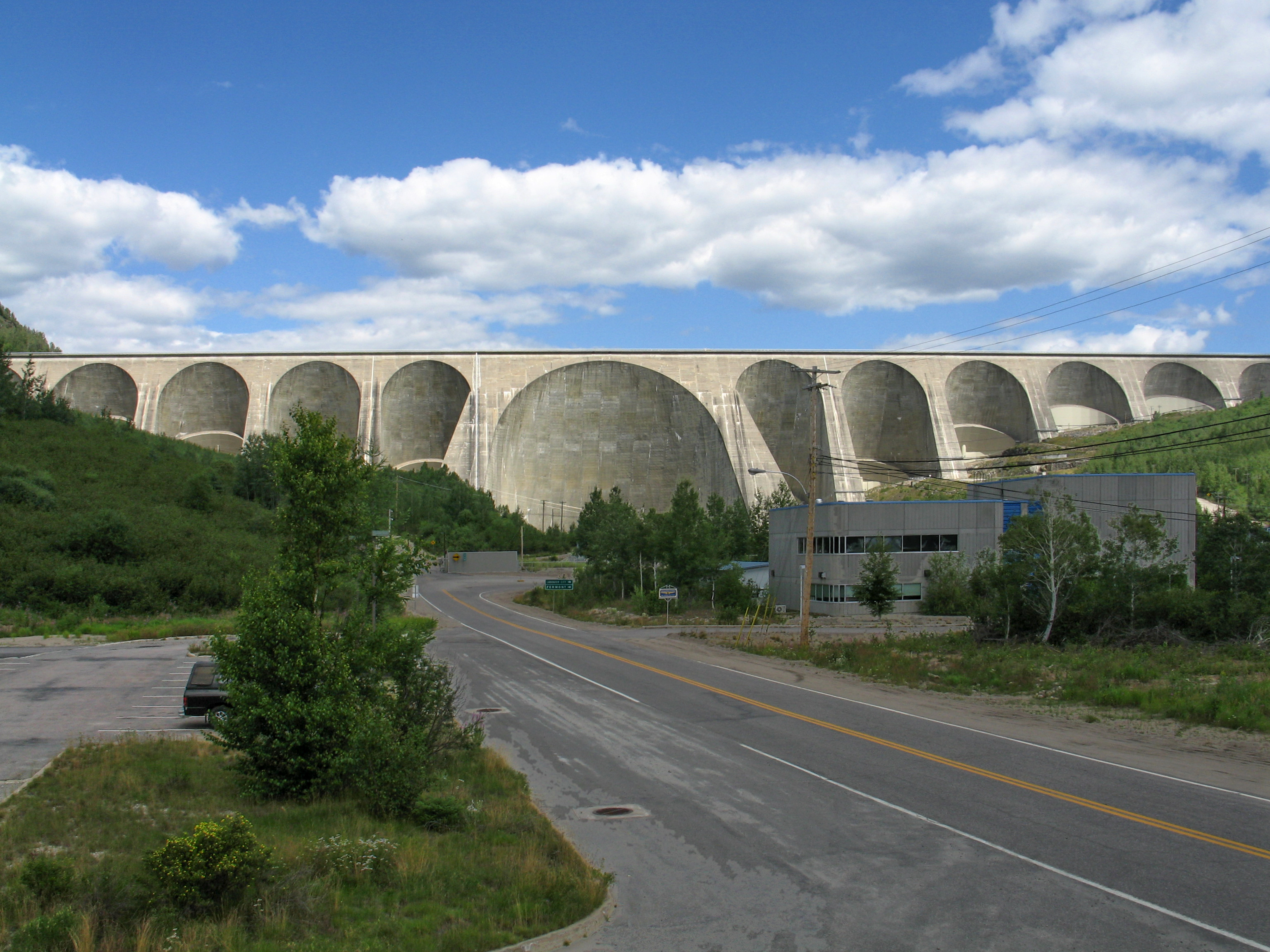
マニクアガン川にあるダニエル＝ジョンソンダムにはマニク第5水力発電所がある

イドロ・ケベックの動力源別発電量（2007年）

2011年12月31日時点でイドロ・ケベック・プロダクションは59箇所の水力発電所（このうち12箇所は1,000 MW以上の発電能力を持つ）と26箇所の貯水池と原子力発電所を1箇所管理運営しており、ケベック州のセントローレンス川、ベルシミ川、ラグランデ川、マニクアガン川、オタワ川、ウタルド川、サンモーリス川を含む430箇所ある流域のうち13箇所にある。これらの発電所で発電、販売する電力の大部分を担っている。
水力発電以外の発電所として総ベース負荷675 MWのジャンティイ原子力発電所があるがCANDU炉は2012年12月28日で運転を終了、660 MWのトレーシー汽力発電所でも重油火力炉が2011年3月に運転を終了しているが2基のガスタービンピーカー発電炉は2011年時点で36,971 MWの発電量となっている。イドロ・ケベックの平均発電コストは2011年時点で1kWhあたり2.11セントである。
また、ラブラドールにある5,428MWの出力を誇るチャーチル滝発電所から発電される電力を買っており、2041年までの長期契約を結んでいる。2009年、イドロ・ケベックはベー・コモ（Baie-Comeau）近くのマニクアガン川河口にあるマコーミック発電所の権利60%を6億1600万カナダドルで|レゾリュート・フォレスト・プロダクツから買収した。
| 発電所                                       | 河川                                         | 総発電量 (MW) |
| -------------------------------------------- | -------------------------------------------- | ------------- |
| ロベール・ブラッサ                           | ラグランデ川                                 | 5,616         |
| ラグランデ4                                  | ラグランデ川                                 | 2,779         |
| ラグランデ3                                  | ラグランデ川                                 | 2,417         |
| ラグランデ2A                                 | ラグランデ川                                 | 2,106         |
| ボーアルノア                                 | セイントローレンス川                         | 1,906         |
| マニック5                                    | マニクアガン川                               | 1,596         |
| ラグランデ1                                  | ラグランデ川                                 | 1,436         |
| レネ＝レベック                               | マニクアガン川                               | 1,244         |
| ベルシミ1                                    | ベルシミ川                                   | 1,178         |
| ジーン＝ルサージ                             | マニクアガン川                               | 1,145         |
| Manic-5-PA                                   | マニクアガン川                               | 1,064         |
| ウタルド3                                    | ウタルド川                                   | 1,026         |
| その他（水力47箇所、原子力1箇所、汽力3箇所） | その他（水力47箇所、原子力1箇所、汽力3箇所） | 13,302        |

2010年時点でイドロ・ケベックが顧客に販売している電力の供給源は主に水力によるものである(94.22%)。二酸化炭素(13,635トン/TWh)、二酸化硫黄(24トン/TWh)、窒素酸化物(23トン/TWh)の排出量は北米東北部の産業平均値より30倍から38倍低い量である。近隣市場から輸入している電力はこれらの排出のほとんど全ての責任を伴っている。

### 送電

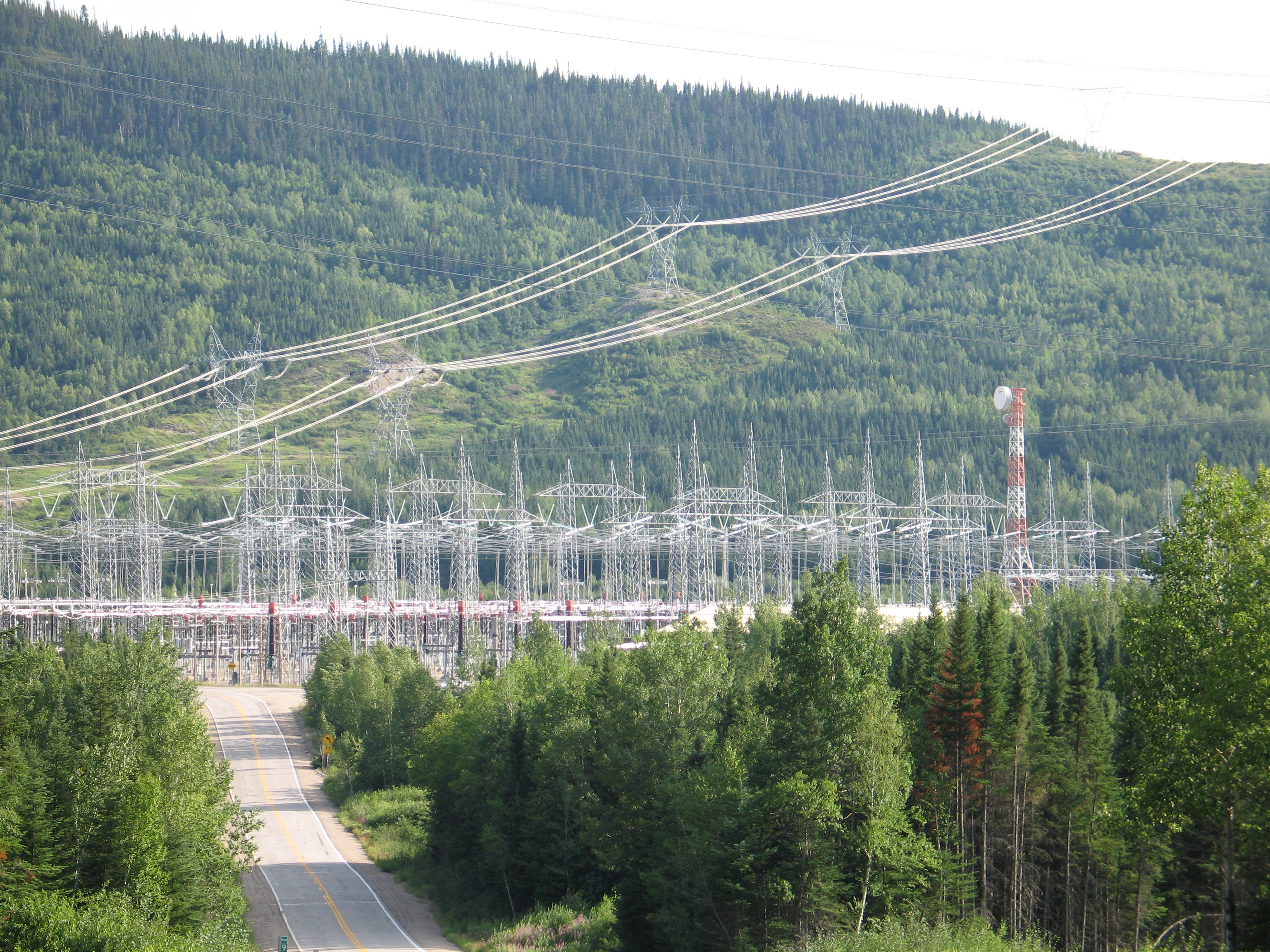
ケベック州のノースショアにあるミコウア変電所は5箇所の水力発電所から来る315 kVの電力を735 kVに変電している。このトランスエナジーの施設は距離11422 kmに及ぶ735 kV送電網におけるメインノードの1つである。

長距離に及ぶ非常に高電圧な送電網を構築し管理しているイドロ・ケベックの専門的技術は電力業界で長い間認識されており、イドロ・ケベックの送電部門であるトランスエナジーは北米最大の送電網を管理している。北米電力信頼度協議会のシステムのケベック・インターコネクションにおいて独立したシステム管理や信頼出来る調整役として北東域電力調整評議会の一翼を担っている。トランスエナジーはケベック州での電力の流れを管理し、卸売市場全参加者に差別なくアクセスできるように保証している。この無差別アクセス政策は例としてニューファンドランド・アンド・ラブラドール・ハイドロが送電料を払った上でトランスエナジーの送電網を使ってニューヨーク州の公開市場でチャーチル滝で発電された電力の一部を販売することを可能としている。
近年、トランスエナジーの「Contrôle des mouvements d'énergie」 (CMÉ)というシステム制御ユニットがRégie de l'énergie du Québecとアメリカ合衆国エネルギー規制委員会による米加二国間協定の下、ケベック州全体の一括送電網における信頼出来る調整役として機能している。
トランスエナジーの高電圧網は33,630 km (20,900 mi)以上に及んでおり、11,422 km (7,097 mi)の765、735 kV送電線や514箇所の変電所のネットワークが含まれていて、10,850 MWの最大受電容量と7,994 MWの最大送電容量で隣接するカナダの州やアメリカ合衆国を17箇所で接続している。

#### インターコネクション

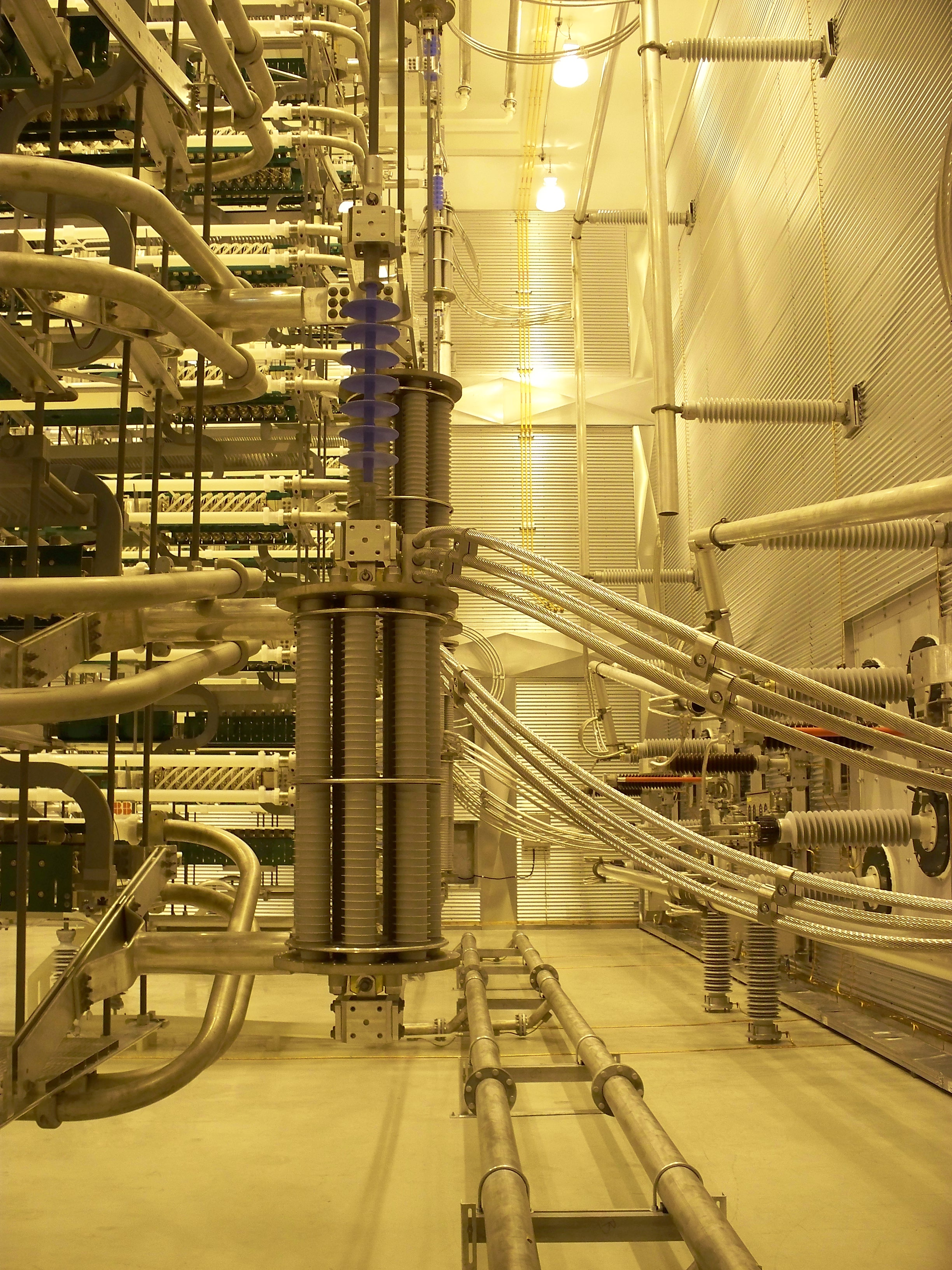
ランジュ＝ガルディアンにあるウタウエ変電所の1,250 MWバック・トゥ・バック直流送電地点はオンタリオ州のハイドロ・ワンの送電網を使ってケベック州の配電網を繋いでいる。

トランスエナジーの送電網はイースタン・インターコネクションにおいて隣接地域のとは同期せずに動作している。ケベック州は北米の他地域と同じ60ヘルツの周波数だが、送電網は周囲の送電網と同じ位相を使用しているわけではない。そしてトランスエナジーは他地域と電力を輸出入するためとして主にバック・トゥ・バックの直流送電変電器に依存している。
ケベック州の送電網にあるこの機能は2003年8月14日に北米で停電があった間でもオタワ川にある5箇所の水力発電所は例外的に運転され、オンタリオ州の送電網へ放射的に繋がっていたためイドロ・ケベック自体には損害がないままだった。新しい1250 MWのバック・トゥ・バックの直流送電地点はオンタリオ州州境近くのランジュ＝ガルディアンにあるウタウエ変電所で稼働した。新しいインターコネクションも2009年より稼働を開始し、2010年からは315 kV電線も完全稼働している。
トランスエナジー送電網の欠点の1つとされているのが発電所と主要電力消費地がかなり離れている点である。例としてラディソン変電所はジェームズ湾プロジェクトの発電所とセントローレンス川の南にあるサン＝トゥラリ近くのニコレット変電所を繋いでいるが距離は1,200キロメートル (750 mi)以上ある。

#### 投資
2011年、トランスエナジーは送電網拡張に投入する4億6000万カナダドルを含む13億カナダドルを資本支出として設備投資した。
オンタリオ州での新たな地点に加えて、ケベック州イースタンタウンシップスのウィンザーにあるデカントン変電所とニューハンプシャー州ディアフィールドとを繋ぐ新しい1200 MWの直流送電線とニューハンプシャー州フランクリンに直流送電変換ターミナルを建設する計画を立てた。アメリカ合衆国側はノースウェスト・ユーティリティーズ（Northeast Utilities） (75%)とNSTAR (25%)が共同出資したノーザン・パス・トランスミッション社が11億USドルをかけて建設することになった。計画を進めるために、プロジェクトはケベック州とアメリカ合衆国の規制当局から承認を受けなければならず、今回の計画されている送電網が稼働するのは2015年を予定している。ノースウェスト・ユーティリティーズ幹部のジム・ロッブによれば、ニューイングランドでは水力発電のみを介する新しい電力線で地域温室効果ガスイニシアチブの3分の1を満たすことができるとしている。

### 配電

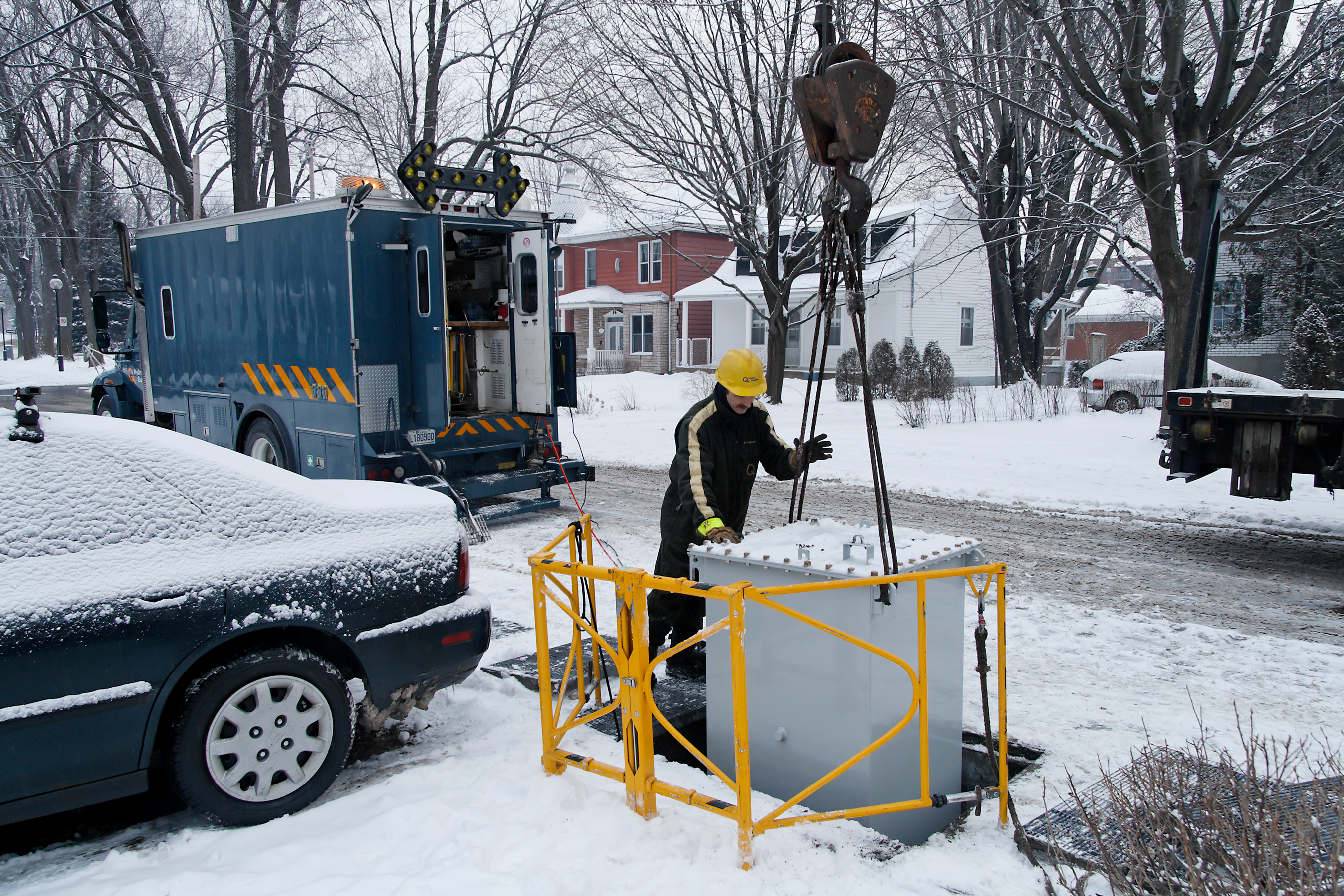
イドロ・ケベックの作業員によるモントリオールでの地下変圧器交換作業

イドロ・ケベック・ディストリビューションはケベック州の電気販売においてほとんどの電気使用者を抱えており、112,089キロメートル (69,649 mi)の中圧・低圧 (en) 送電網を管理している。さらにアルマ、アモス、ベイ・コモー、コアティクック、ジョリエット、マゴグ、サグネ、シェルブルック、ウエストマウントといった9つの自治体やサン＝ジャン＝バプティストの電気協同組合を除いて州内唯一の電力共有者となっている。
また、イドロ・ケベック・プロダクションが提供する165 TWhのヘリテージプールで発電される電力のほとんどを2.79¢/kWhの価格で購入するだけでなく追加の電力は通常、一般募集入札を経て長期契約を締結することで購入している。短期的な需要に応じて近隣の発電システムからの電力を市場価格で購入することもある。さらに最終手段としてイドロ・ケベック・プロダクションは短期的救援を提供することも可能である。ヘリテージプールからの供給契約はRégie de l'énergie du Québecの承認を得なければならず、それに伴うコストは電気使用者に上乗せされる。
2003年に民間部門の発電事業者と、天然ガスコージェネレーション507 MWの合意に、2004、5年に3件の森林バイオマス発電取引 (47.5 MW)、2005年と2008年に風力発電に関する10件の契約を、2002年にイドロ・ケベック・プロダクションと600 MWのフレキシブルな契約2件を締結した。
イドロ・ケベック・ディストリビューションはまた、主要電力網に繋がっていないリモートコミュニティでの発電も手がけていて、バース＝コート＝ノールの地域社会に電力を提供するための送電網外の水力発電ダムやマドレーヌ諸島とモリシー地域とヌナビクにて小規模のディーゼル発電所を23箇所運営している。

### 他の事業

#### 研究開発

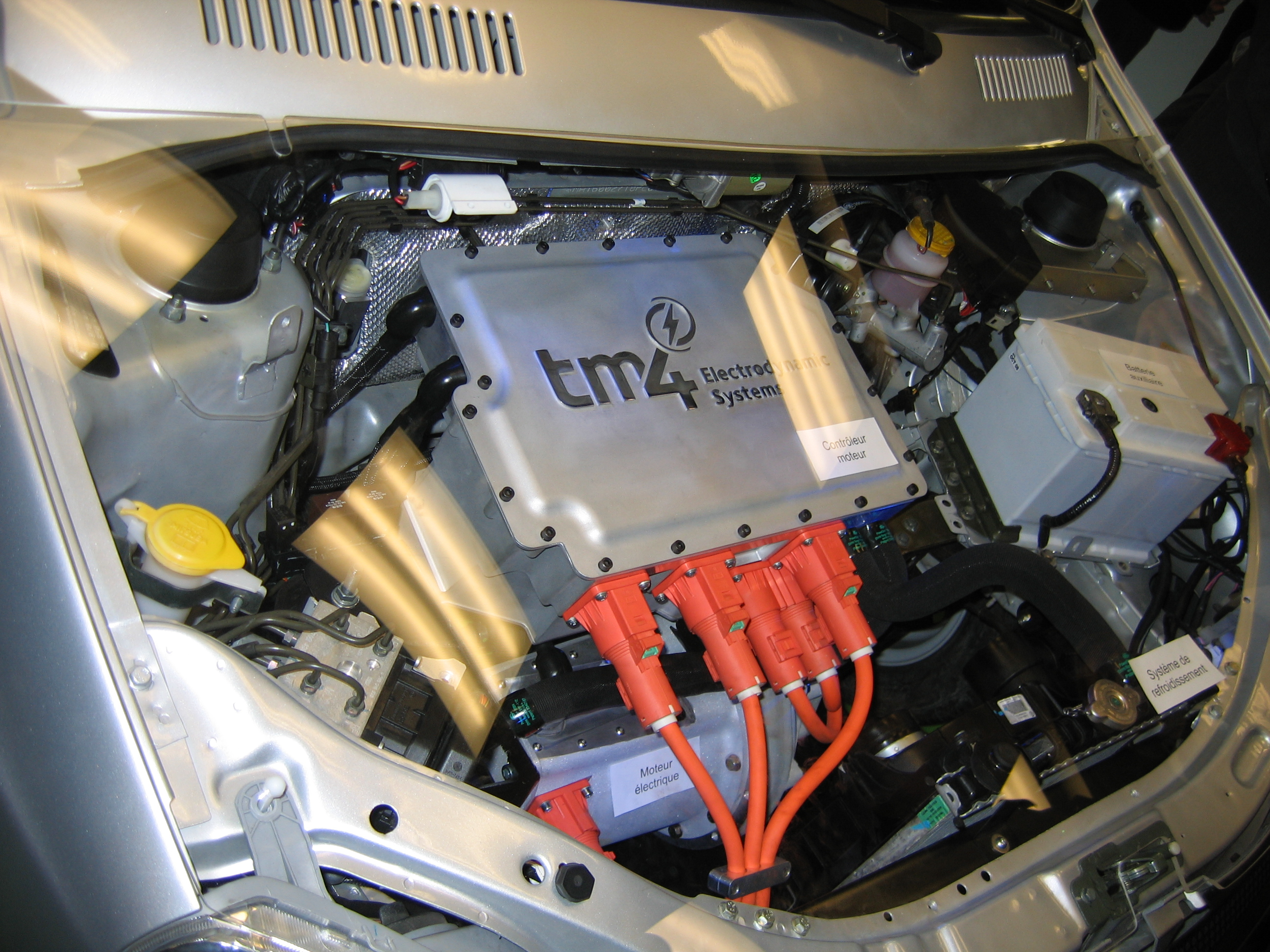
イドロ・ケベックが開発したTM4電気エンジン

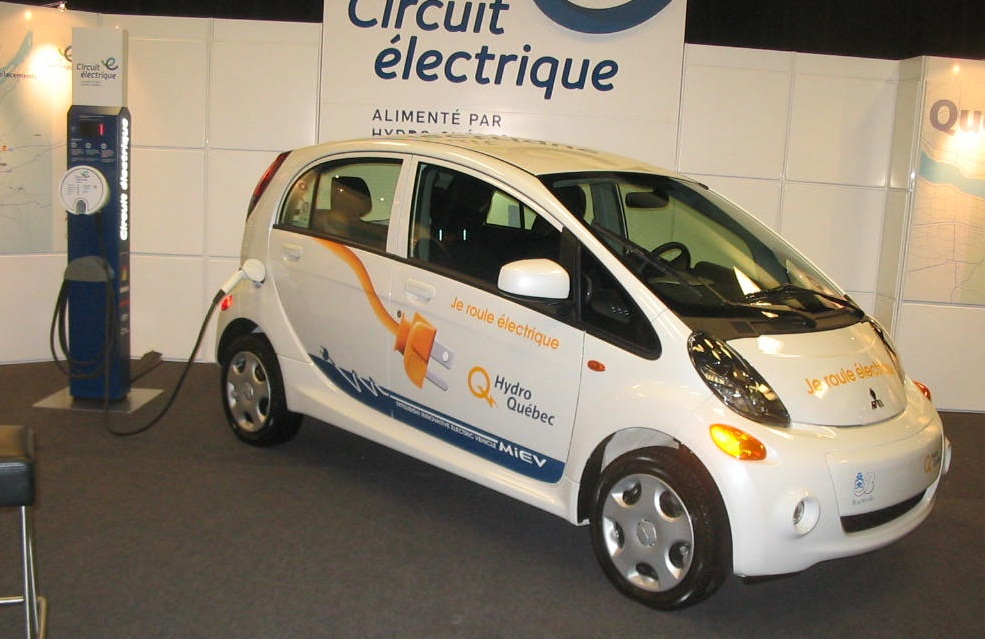
モントリオール国際モーターショーにて展示されたイドロ・ケベック仕様の三菱・i-MiEV

イドロ・ケベックは過去40年間にわたって研究開発にも多額の投資を行なっている。大学による研究への投資に加えて、同社はイドロ・ケベック研究所(IREQ)という大規模な研究所を抱える北米で唯一の電力ユーティリティとなっている。1967年にライオネル・ボウレットが設立、モントリオールのリヴ・シュッド郊外であるヴァレンヌに位置している。IREQは年間推計1億カナダドルの研究予算で運営されていて、高圧電流、力学、熱機械力学、ネットワークシミュレーション、キャリブレーションに特化している。
科学者や技術者によって行われるIREQでの研究はダム寿命の延長、発電用水車の性能向上、送電網管理の自動化、高圧電線の送電量増加に貢献している。
シャウィニガンには別の研究施設として1988年に設立されたLaboratoire des technologies de l'énergie (LTE)は事業者顧客のエネルギー効率改善に貢献するために順応させた新製品を開発している。
過去20年に渡り研究所は地上輸送の電化に向けた研究開発を行なってきた。現在のプロジェクトにはリン酸鉄リチウムやナノチタネートの革新的な活用を含む電池の材料、電力系統において電気自動車の大規模展開に貢献できる電気ドライブトレインの性能向上がある。そして走行距離の延長や寒冷地での性能向上、充電時間の短縮にも力を入れている。
しかし、イドロ・ケベックは自身が生み出したいくつかの技術革新が生かされなかったことで批判されている。その1つにケベック州住民の共感を集めた電気ホイールモーターのコンセプトがあり、1994年にIREQ所属の物理学者であるピエール・クチュールが初代試作機を製作した。このクチュールによるホイールモーターの後継機は1998年に独立の形で設立したTM4エレクトロダイナミック・システムズが現在売り込んでいて、フランスのダッソーとユーリエが電気自動車を開発するために取引しており2006年にクリーンノヴァの試作車が製作された。2009年初頭、イドロ・ケベックはモントリオール国際モーターショーにて自社開発エンジンがタタ・モーターズに採用、インディカのデモ車に搭載されノルウェーでテスト走行が行われることを発表した。

#### 建設
イドロ・ケベック・エクイップメントという部門はジェームズ・ベイ・エナジーという子会社が手がけているジェームズ湾と北ケベック合意に基づく地域での現場を除く主な建設現場を手がける主要建設業者である。
ロメーヌ川で4基の水力発電所で構成される複合施設(1,550 MW)の建設は2009年5月13日に始まり、2014年から2020年の間に完成、運転開始が予定されている。
2009年3月、ケベック州首相のジャン・シャレが自身の就任演説にて、州内の水力発電発展を推し進めることを発表した。イドロ・ケベックでも2009年7月30日に公開した2009年-2013年戦略計画で水力や他の再生可能エネルギーによる発電のさらなる発展を訴えており、具体的にはジーン＝ルサージ発電所 (120 MW)とレネ＝レベック発電所 (210 MW)、SM-3プラントの3号機 (440 MW)の発電容量を増加することとなっている。また、コート＝ノール地域にあるプチ＝メカティナ (1,200 MW)とマグパイ (850 MW)、ケベック州西部のアビティビ・テミスカマング地域にあるタバレット発電所 (132 MW)の再稼働に向けて技術と環境に関する調査研究と地元住民との協議を実行するとしている。

#### 海外事業
イドロ・ケベックの海外事業は1978年から始まった。自社が持つ配電、発電、送電のノウハウを売り込むためにイドロ・ケベック・インターナショナルという新たな子会社を設立、既に豊富な専門知識を活用することにしている。
25年間にわたってイドロ・ケベックは海外の送電網と発電に投資しており、チリのトランセレク、アメリカ合衆国のクロス・サウンド・ケーブル、ペルーのコンソールシオ・トランスマンタロ、コスタリカのハイデロエレクトリカ・リオ・ラジャス、オーストラリアのマレーリンク、パナマのフォルトゥーナ発電所といった実績を挙げている。
1999年、セネガル政府が同国の電力会社であるセネレック(SENELEC)をフランスにあるスエズの子会社であるエルヨ(Elyo)による合弁企業に一部の株式を売却する決定を下した時にイドロ・ケベック・インターナショナルはセネレックの株17%を取得する予定だったが、2000年、この取引はアブドゥライ・ワッド大統領の選挙によって中止となった。
また同じ1999年にイドロ・ケベック・インターナショナルは中華人民共和国のメイヤ・パワー・カンパニーの株20%を8300万カナダドルで取得、2004年6月まで所有していた。イドロ・ケベックが持つ専門知識は世界中の数ある水力発電開発企業からの需要を得ていて、三峡ダムではイドロ・ケベックの社員が経営、金融、ダムに関して中国人技術者に指導を行った。
しかし、イドロ・ケベックは2003年から2006年にかけて段階的に海外事業から撤退、利益改善のため全ての対外投資を売却した。これらの売却で得られた収入はケベック州政府によるジェネレーションズ・ファンドという次世代負う公的債務の負担を軽くするために州政府が設立した信託基金に支払われた。

## 環境問題

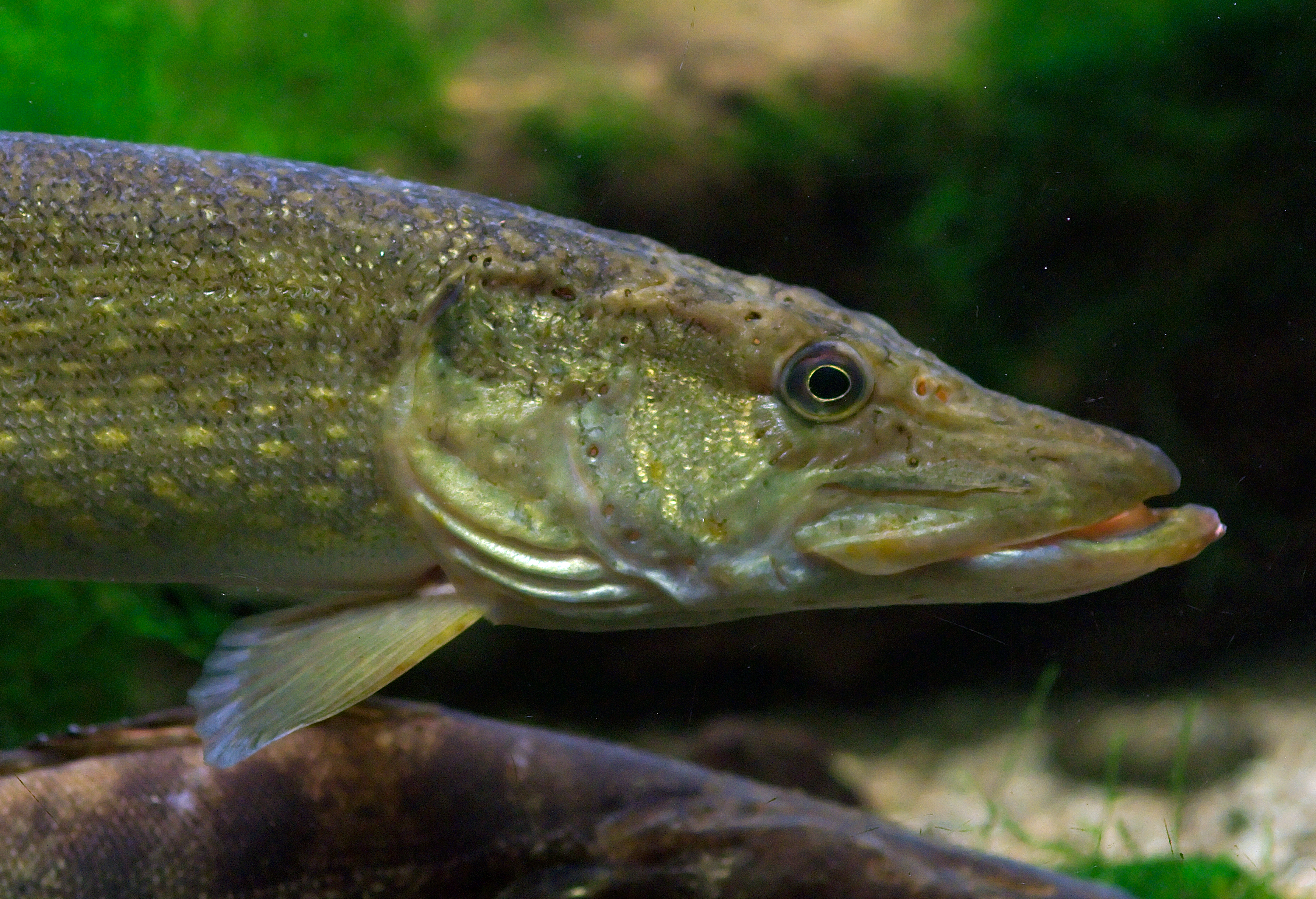
ロベール＝ブラッサ貯水池においてノーザンパイクは貯水池で洪水が発生する前以上に現在個体数が増加しているが、一方ウォールアイの個体数は減少で釣り合っている形となっている。

発電、送電、配電施設の建設や管理による環境への影響やイドロ・ケベックの活動も例外ではなく、水力発電開発において施設を建設する時に現場地域の環境や地元住民に影響を与える。例として、新たな貯水池の開発は食物連鎖を乱し湖や川の水銀濃度を上げてしまうという。これにより一時的に貯水池からの温室効果ガス排出が増加し、汀線の侵食を進めてしまう。
加えて、水力発電所は人間の住環境にも変化をもたらしており、航行への新たな障害、伝統的な狩猟場所での洪水、一部の魚類で水銀濃度が上昇したことによる食生活の強制的な変化、影響を受ける地域において歴史を辿れる貴重な遺跡の破壊、発電所近くに居住する原住民の社会や文化の混乱といった諸問題が生じている。
1970年代よりイドロ・ケベックは事業の環境外部性を認識している。1972年にケベック州が環境保護を定めた法律を制定したことで、1973年、ジャック＝カルティエ川の渓谷に揚水発電所を建設する計画であるチャンピグニー計画を中止、1975年にジェームズ湾に関する交渉の末ジェームズ湾と北ケベック合意が交わされ、事業の見直しを余儀なくされた。
環境問題への対処として、イドロ・ケベックは1970年に環境保護委員会を、1973年9月に環境管理部を設置した。科学者との協力で研究プロジェクトの推進を交えて同社が環境に与える影響の研究や測定、影響評価準備、新規及び既存施設の緩和戦略策定を業務としている。

### 自然環境への影響

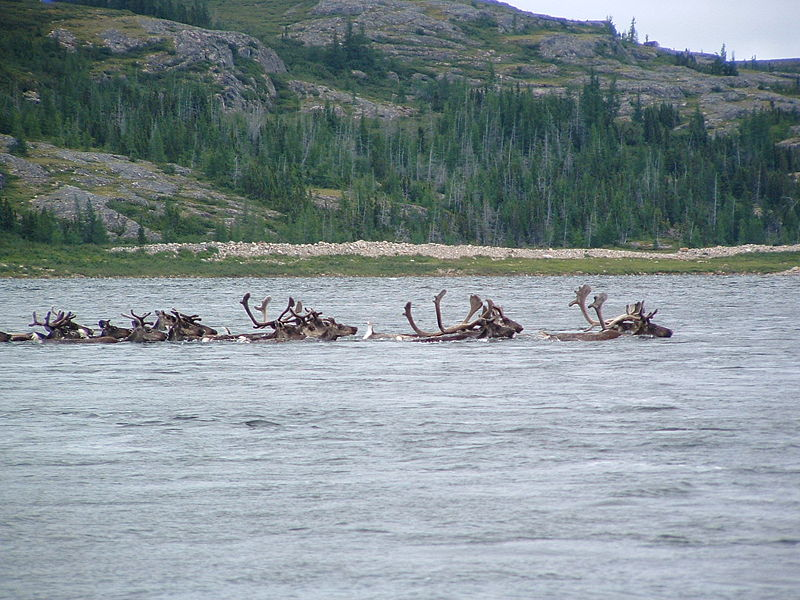
北ケベックにある主要な貯水池において1970年から2000年にかけてトナカイの個体数が増加している。

1970年代終わり、イドロ・ケベックはジェームズ湾プロジェクトの影響を測定するための観測地点を27箇所設けることで北部の環境に関するデータを大量に得られている。ジェームズ湾地域での30年に渡る研究の結果、貯水池の洪水が発生して最初の5年から10年後に魚の水銀濃度が3から6倍に増加したことが分かったが、20年から30年後にかけて徐々に初期値に戻ることが分かった。この結果はカナダ、アメリカ合衆国、フィンランドといった他の場所でも実施された同様の研究でも確認されている。この研究はまた魚が人々の主食となっている場合でも水銀が人々に与える影響を軽減する事が可能であることや特定の魚類や釣り場所を避ければ魚の消費量を減らすこと無く水銀の影響を抑えられることが判明した。
しかし、この事実にもかかわらず、生物の陸生環境から水性環境への転換は大きな変化となっているだけでなく、洪水が移動性でない動物の追放同然の移動や死を招いたり、洪水によって失われた水辺の環境は一部で流量が減少したことで新たに露出した川岸に置き換わっている。貯水池の島における生物多様性は地域や貯水池の水位低下場所にある他の島に匹敵するほど数種類の野生生物がいる。トナカイのような興味を集める移動性動物の個体数は狩猟が行われている場所で増加している。
温室効果ガスの排出量も貯水池の湛水後数年間で大幅に上昇するが、10年後周辺の湖沼と同じ量に安定する。ジェームズ湾地域の貯水池における温室効果ガス総排出量は1TWhの発電ごとで3万トンの二酸化炭素と同等とされる。イドロ・ケベックは自社の水力発電所が排出する温室効果ガスの量はガス火力発電所より35倍、石炭火力発電所より70倍少なく、自社発電所は最高の性能を持つオプションで構成されていると主張している。

### 社会的影響と持続可能な開発

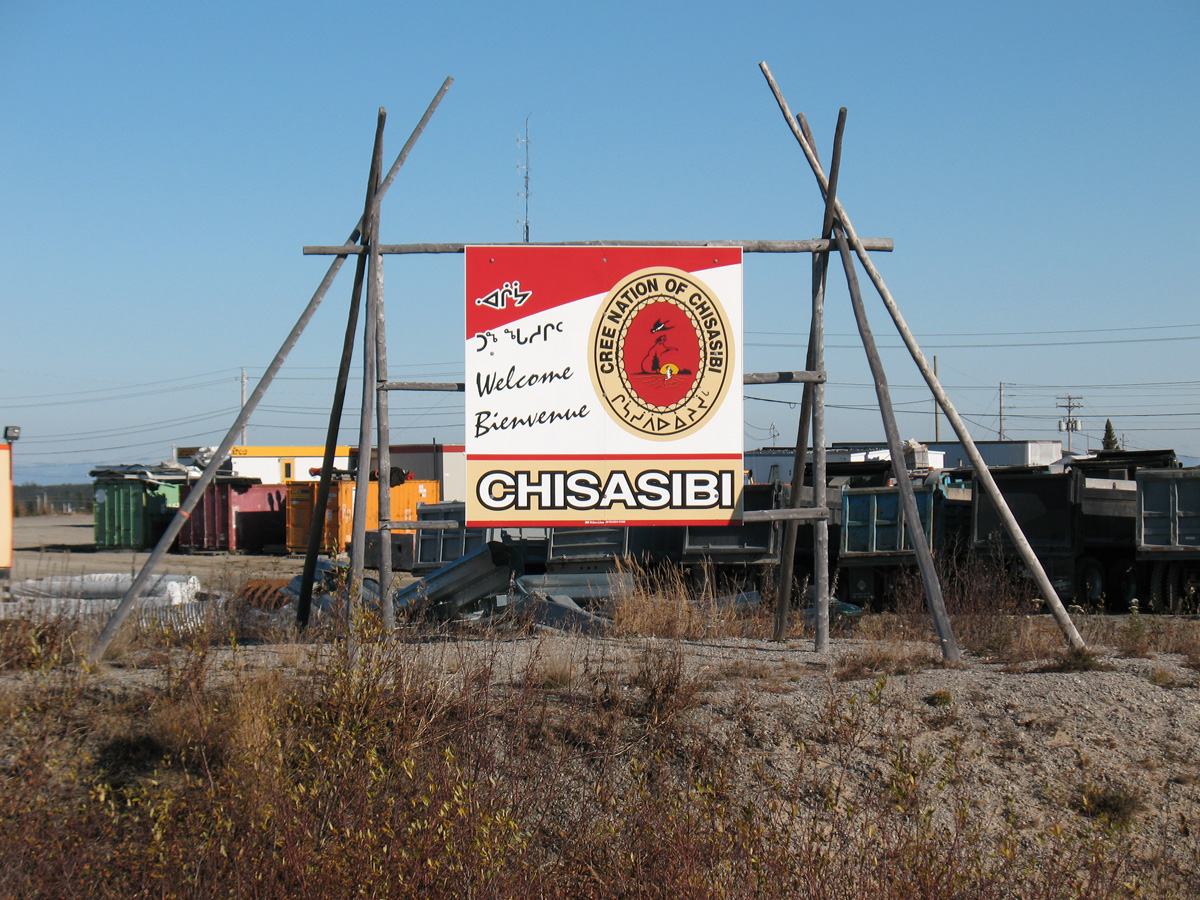
全クリー族コミュニティの中でチサシビはジェームズ湾における水力発電開発の影響を最も受け、フォート・ジョージ島に住んでいたクリー族は1980年から81年にかけてラグランデ川の左岸にある新たな村に移住した。

もう一つの主要な環境問題は水力発電開発の影響を受けた地元住民、特にコート＝ノールのインヌ人や北ケベックのクリーやイヌイットとの問題である。20世紀最後の四半期に行われた水力発電開発は1950年代から始まった先住民との解決プロセスを加速させるものだった。
先住民が定住型生活を取ることが増えた原因は先住民によるビジネスの成立、有給労働の導入、新たな貯水池が原因である伝統的な狩猟や釣り場所の水害、そしてジェームズ湾と北ケベック合意に基づいたコミュニティ自身による社会や教育サービスの運営によるものである。
いくつかの先住民のコミュニティ、特にクリー族は「ますます南部の工業化社会に似てきた」という見方をしているが、イドロ・ケベックによる1970年から2000年の間でのこの地域における研究をまとめた報告書でも指摘されている。さらにこの報告書では、同様の現象は北カナダとスカンジナビアでの孤立したコミュニティ近くに道路や水力発電所が建設された後にも見られたとしている。しかし、1990年代、大規模な建設プロジェクトが終わったことで社会問題の深刻化や仕事が無い人々の増加が浮き彫りになった。この報告書ではまた、この地域における将来の経済と社会の発展に関して「様々な人々による協働作業によるやる気に強く依存される」と結論付けている。シュホワプロジェクトへの強い反発で2004年11月に中止が決定した後、新しいCEOであるシェリー・ヴァンダルの下、イドロ・ケベックはエネルギー効率、水力発電、代替エネルギー開発といった自社の責務を再主張した。それ以降、イドロ・ケベックは定期的に自社が行う新たな水力発電開発において3つの基準を強調している。その3つの基準とは、プロジェクトは費用対効果を実現しなければならないこと、環境に許容的であること、地元住民の好感を得なければいけないことである。イドロ・ケベックはまた1980年代終わりより持続可能な開発を重視し、経済発展、社会的発展、環境保護の3つの原則を基にしている。2007年より持続可能性的行動情報の収集と公表を担うGlobal Reporting Initiativeに準拠している。そして、環境分野の専門家や管理職を250人雇用し、ISO 14001認証環境管理システムを実装している。

## 電気料金と電気使用者

### ケベック州
|            | 電気使用者数 | 電気使用者数 | ケベック州での電気販売量 (GWh) | ケベック州での電気販売量 (GWh) | 収益 (C$M) | 収益 (C$M) | 平均年間消費量 (kWh) | 平均年間消費量 (kWh) |
| 2011       | 2010         | 2011         | 2010                           | 2011                           | 2010       | 2011       | 2010                 |                      |
| ---------- | ------------ | ------------ | ------------------------------ | ------------------------------ | ---------- | ---------- | -------------------- | -------------------- |
| 家庭と農場 | 3,746,397    | 3,698,169    | 62,748                         | 59,534                         | 4,536      | 4,302      | 16,857               | 16,205               |
| 商業と団体 | 291,212      | 300,163      | 33,569                         | 33,865                         | 2,599      | 2,648      | 113,529              | 113,347              |
| 企業       | 18,573       | 9,589        | 67,621                         | 68,439                         | 3,262      | 3,185      | 4,802,287            | 7,049,027            |
| その他     | 4,013        | 3,868        | 6,028                          | 7,647                          | 323        | 371        | 1,529,755            | 2,033,506            |
| 総計       | 4,060,195    | 4,011,789    | 169,966                        | 169,495                        | 10,720     | 10,506     |                      |                      |

1998年から2011年までのイドロ・ケベックの住宅向け電気料金（青緑色）とケベック州の消費者物価指数（紺色）の上昇。

2010年終わりの時点で、イドロ・ケベックには406万195人の顧客がおり、家庭と農場(D料金)、商業と団体(G料金)、企業(M及びL料金)と3つにグループ分けされる。その他区分には公共照明システムや自治体流通システムが含まれる。
この数ある電気料金は毎年公聴会の後に「Régie de l'énergie」で決められる。値段は供給、送電のコストや固定資産の減価償却費、施設の保全、顧客の成長率、利益率に関する規定を含む配電コストが基になっている。
ブロック内で異なる全ての料金はケベック州中で均一であり、顧客の種類と消費量に基づいている。全て料金は住宅、商業、企業顧客間の相互補助効果を軽減している。
イドロ・ケベックの商業料金は北米で最も安い。料金据え置きは1998年5月1日から2004年1月1日まで5年間で、2004年から2010年の間「Régie」は値上げを8回行った。総計18.4%にのぼる。一方で2011年に0.4%、2012年に0.5%と調整の意味合いで連続して値下げを行った。2010年のケベック州予算にてヘリテージプール電力の緩やかに増加することを受けて2014年から2018年にかけて料金は3.7%上昇すると予想されている。

#### 家庭使用者

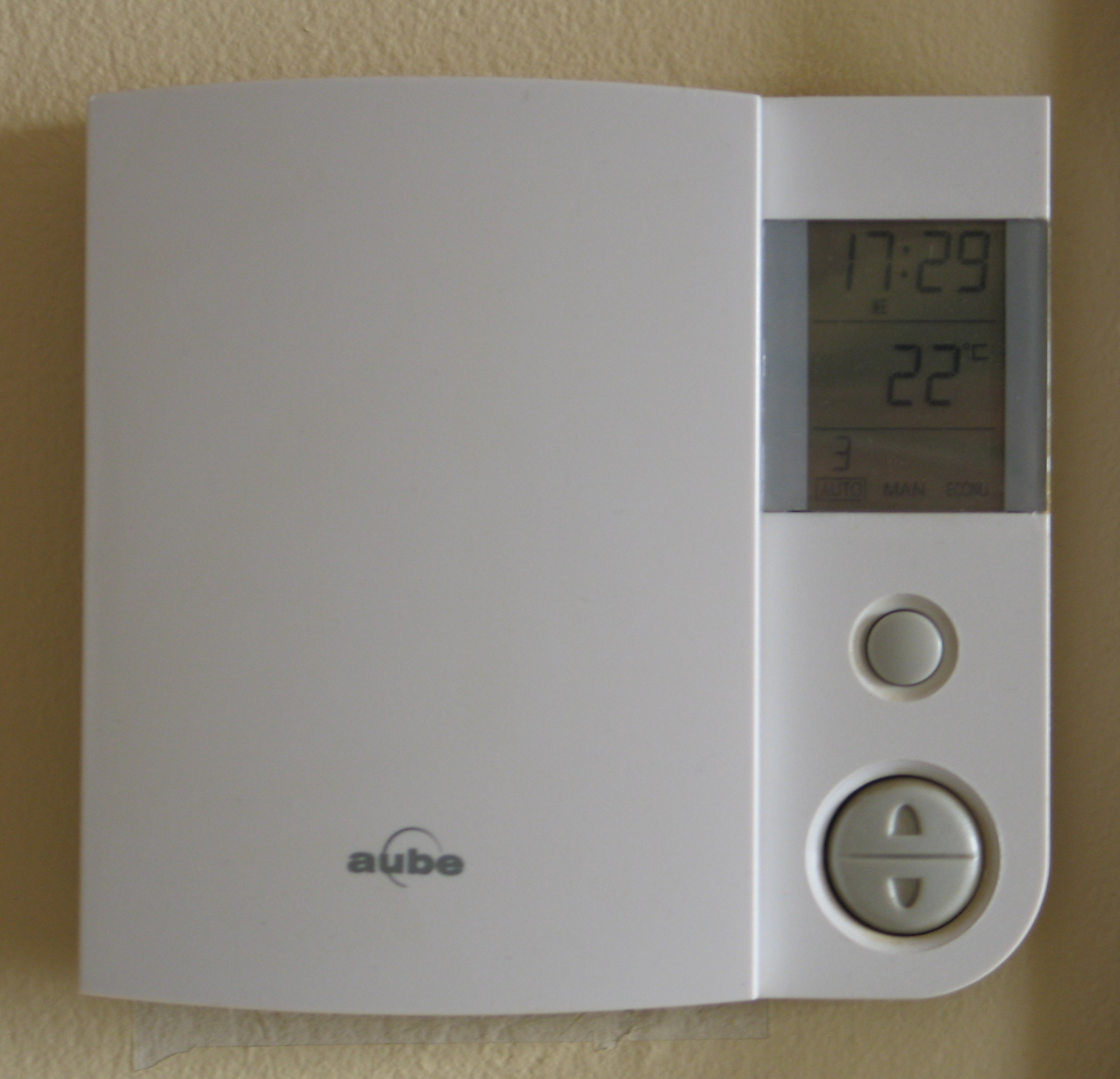
イドロ・ケベックによれば、家庭使用者による電力使用の半数以上が電気暖房器の使用だという。

家庭や農業使用者の平均電力消費は比較的高く2011年で年16,857 kWhとなっている、これは主な空気 (77%)や水 (90%)の温めるのに電力が幅広く使われているためである。イドロ・ケベックは電気暖房器の使用が家庭での電力需要の半分以上を占めていると推測している。
電気暖房器の優先使用は電力需要予測を難しくしているが、環境的利点もいくつか生じている。ケベック州の冬は厳しいにもかかわらず、家庭使用での温室効果ガス排出量は2006年時点で全排出量の5.5%（推定4.65メガトン CO2）に抑えられており、1990年から2006年にかけてのケベック州における家庭使用での排出量も30%減少している。
電気の家庭利用は年ごとに変動し、気象にも強く関係している。隣接電力網の常識に反して、イドロ・ケベックの電力需要がピークに達するのは冬である。過去の記録では2011年1月24日に37,717 MW、2009年1月16日に37,230 MW、2004年1月15日にはピークとして36,268 MWを記録した。

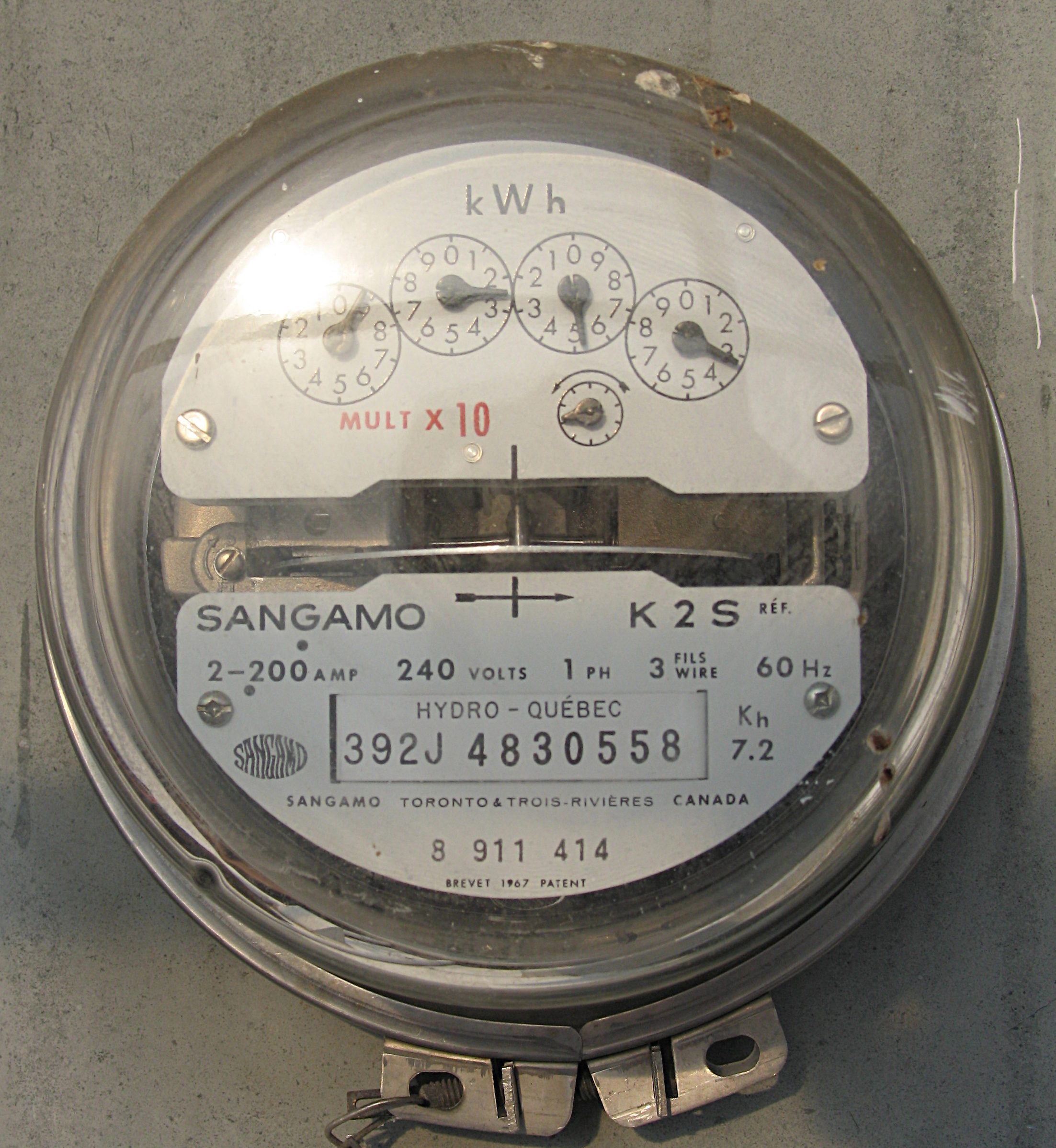
イドロ・ケベックの電力量計

家庭と農業の電気料金には毎日の加入料が含まれ、消費電力量に応じて値段が2段階となっている。料金は発電、送電、配電のコストが含まれ、物品サービス税やケベック州消費税も課せられている。2012年4月1日時点で、使用者は最初の30日は1kWhあたり5.32¢であるが、それ以外は1kWhあたり7.51¢となっている。2008年時点で家庭使用者の平均月額は約100カナダドルである。
電力量計の読み取りは通常隔月だが、請求も隔月である。しかし、同社が提供している「イコライズ・ペイメント・プラン」では家庭使用者は現住所での過去の電気使用傾向とその場所の平均気温に基いて12ヶ月の分割払いで年間電気使用量を払うことができる。
2007年、イドロ・ケベックはカナダ政府の主導による自治体中のスマートメーター導入から撤退することにした。同社は「電気料金を低く抑えるためにはコストが掛かり過ぎる」と述べている。その後、イドロ・ケベックは2年間かけたパイロットプロジェクトとして4都市2000人の使用者向けに使用時間測定を始めた。「Régie de l'énergie」がまとめた報告によれば2010年夏において、冬での3段階価格を伴う限界費用の価格設定の影響でエネルギーの節約になると結論づけた。同社は2011年から2017年にかけてAdvanced Metering Infrastructure (AMI)を段階的に導入する予定だという。まず初めにメーターのデータ転送、接続・切断や停電の検出と電気窃盗を抑えることに力を入れるとしている。

#### 企業顧客

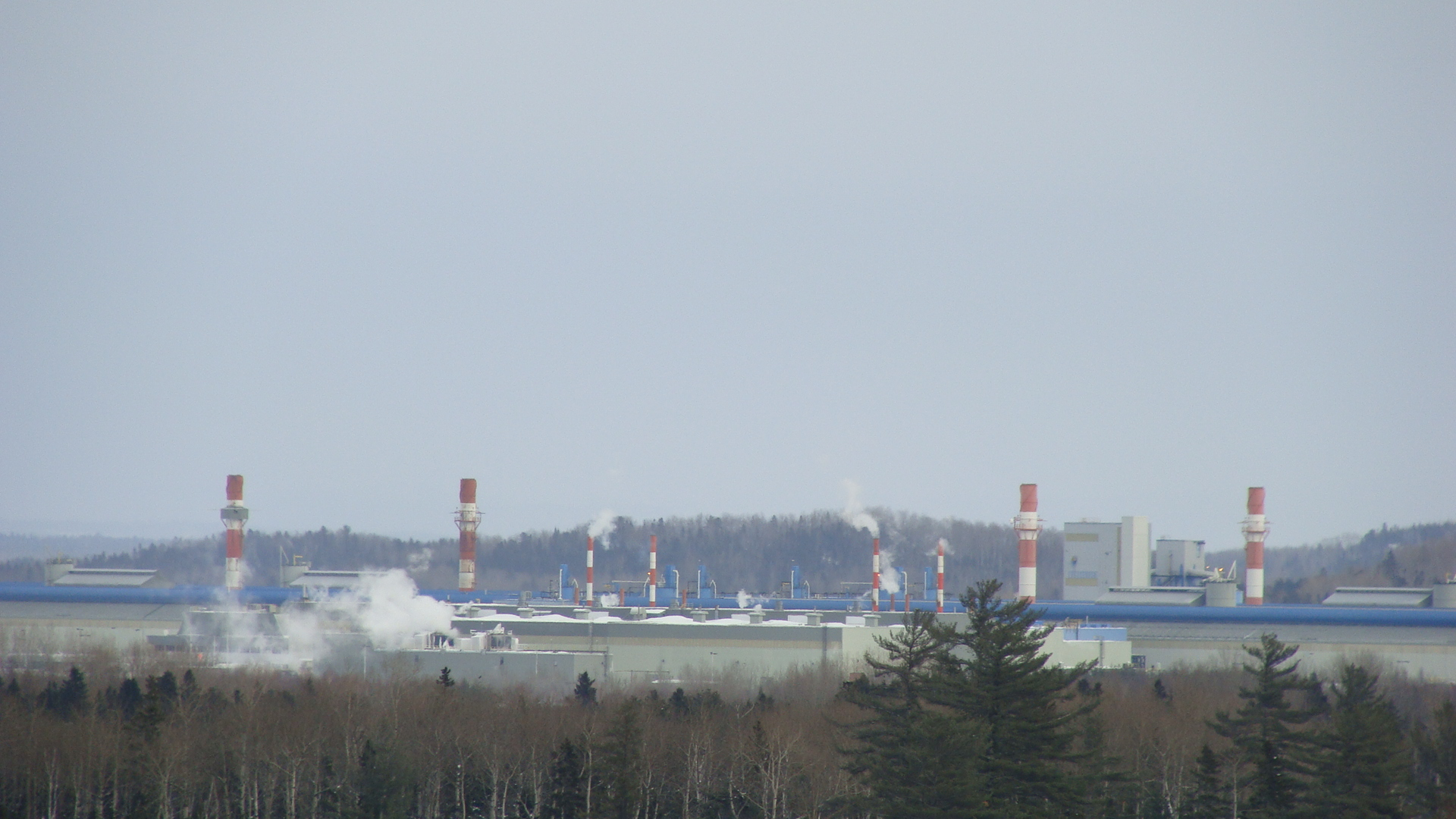
サグネにあるリオ・ティント・アルキャンのラテリエール精錬所。大規模な企業顧客、時に冶金や紙パルプ企業がケベック州における電気売却先の40.6%を占める。

1世紀以上にわたって、ケベック州における産業発展は豊富な水力資源によって支えられている。資源の主要な消費元が紙パルプやアルミニウム生産であり、ケベック州における伝統的な産業となっている。2010年、企業はイドロ・ケベックから68.4 TWhの電気を購入しており、同社が州内で売っている全電力量の40.4%を占めている。

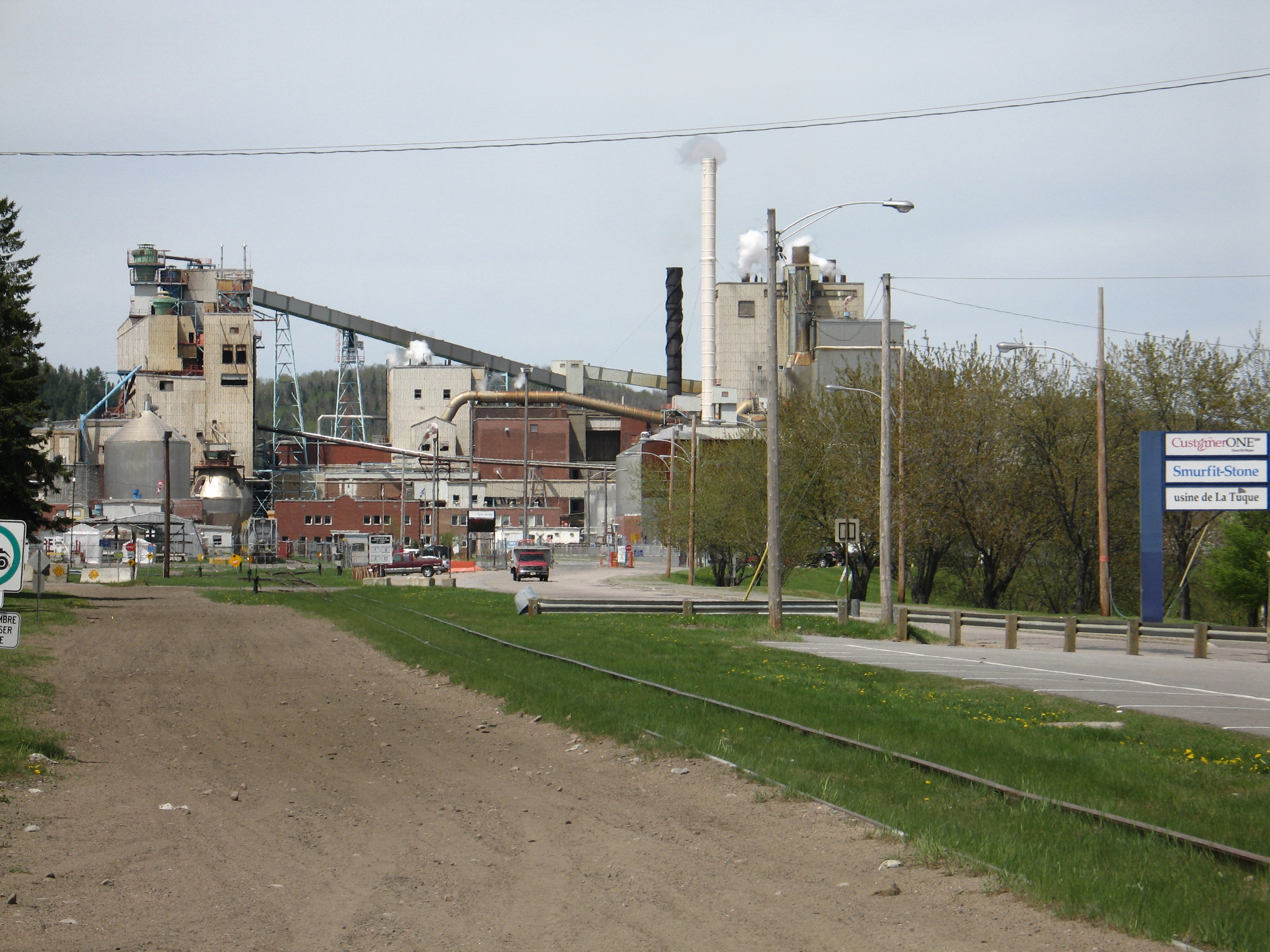
ラ・トゥークにあるスムールフィット＝ストーン社の製紙工場

ケベック州政府は新たなビジネスを誘致し既存のビジネスと融合させるために電気料金を低く押さえている。電気を求める人が出てくる度に売らなければいけない法的義務があるのにもかかわらず、ケベック州では1974年よりケースバイケースで企業に大規模な負荷配分を留保する権利を付与している。1987年から2006年までのしきい値は175 MW、2006年から2015年までのエネルギー戦略では50 MWに設定している。
大規模な企業顧客は家庭、商業資料者より低い電気料金を払っているが、配電コストがより小さいためである。2010年での最も大規模な企業顧客やL料金顧客が払った料金の平均は4.66¢/kWhだが、特別な契約を結んだ企業は3.07¢/kWhだった。
1987年、イドロ・ケベックとケベック州政府は大手アルミニウム企業であるアルキャンとアルコアとの一連の問題のある取引に関して合意を結んだ。これらのリスク分担契約は世界のアルミニウム価格やカナダドルの価値といった一連の要因に基いて電気料金を設定するものとなっている。これらの合意は段階的に公表レートに基づいたものに置き換えるとしている。
2007年5月10日、ケベック州政府はアルキャンとの合意に署名した。この合意はリオ・ティント・グループとの合併に関わらず効力のあるもので、サグネとペリボンカの河川における水利権を更新するものである。交換条件としてアルキャンはケベック州の施設に投資し、雇用とモントリオールにある本社を維持することに合意した。
2008年12月19日、イドロ・ケベックはアルコアとも同じような合意を交わした。この合意は2040年まで有効で、州内のベイ・コモ、ベキャンクール、デシャンボー＝グロディーヌにあるアルコアが持つ3箇所のアルミニウム精錬所への電力供給を維持したものになっている。加えて、この取引でアルコアがベー＝コモー発電所の発電容量を11万トンに増加する現代化が出来るようになり、最終的に総計54万8千トンにするとしている。
ラヴァル大学のジーン＝トーマス・ベルナルドとジェラルド・ベランジャーを含む複数のエコノミストは政府の戦略に反する大手企業顧客への販売はケベック州経済にとって大きな負担だと主張している。2008年に出た記事では、研究者の推定によると現政権下において、ニューヨーク市場に余剰電力を売った時に得られるお金を考慮した時、アルミニウムの新精錬所や拡張プロジェクトでの仕事に伴う州のコストは年間で255,357カナダドルから729,653カナダドルの間とされる。
この問題は大規模な企業顧客によって論議されており、2000年から2006年までのデータによると電気の輸出量が増加すると輸出価格が下がるという逆の結果になっている点が指摘されている。「我々はより輸出することで数少ない有利な点を得られることを発見した」とケベック州の大規模企業顧客を代表する団体のトップであるリュック・ブーランジェは述べており、自身の意見の中で、変動性が高い電力市場や送電インフラの物理的限界は価格が高くなった時に輸出することで電気の量を減らしているとしている。

### 輸出市場
|                  | 2011   | 2010   | 2009   | 2008   | 2007   | 2006   | 2005   | 2004   | 2003   | 2002   |
| ---------------- | ------ | ------ | ------ | ------ | ------ | ------ | ------ | ------ | ------ | ------ |
| 輸出 (GWh)       | 26,763 | 23,270 | 23,357 | 21,299 | 19,624 | 14,458 | 15,342 | 14,392 | 15,786 | 54,199 |
| 歳入 ($M)        | 1,399  | 1,513  | 1,506  | 1,919  | 1,617  | 1,149  | 1,464  | 1,084  | 1,345  | 3,467  |
| 平均歳入 ($/MWh) | 52.27  | 65.02  | 63.93  | 90.10  | 82.40  | 79.47  | 95.42  | 75.32  | 85.20  | 63.97  |

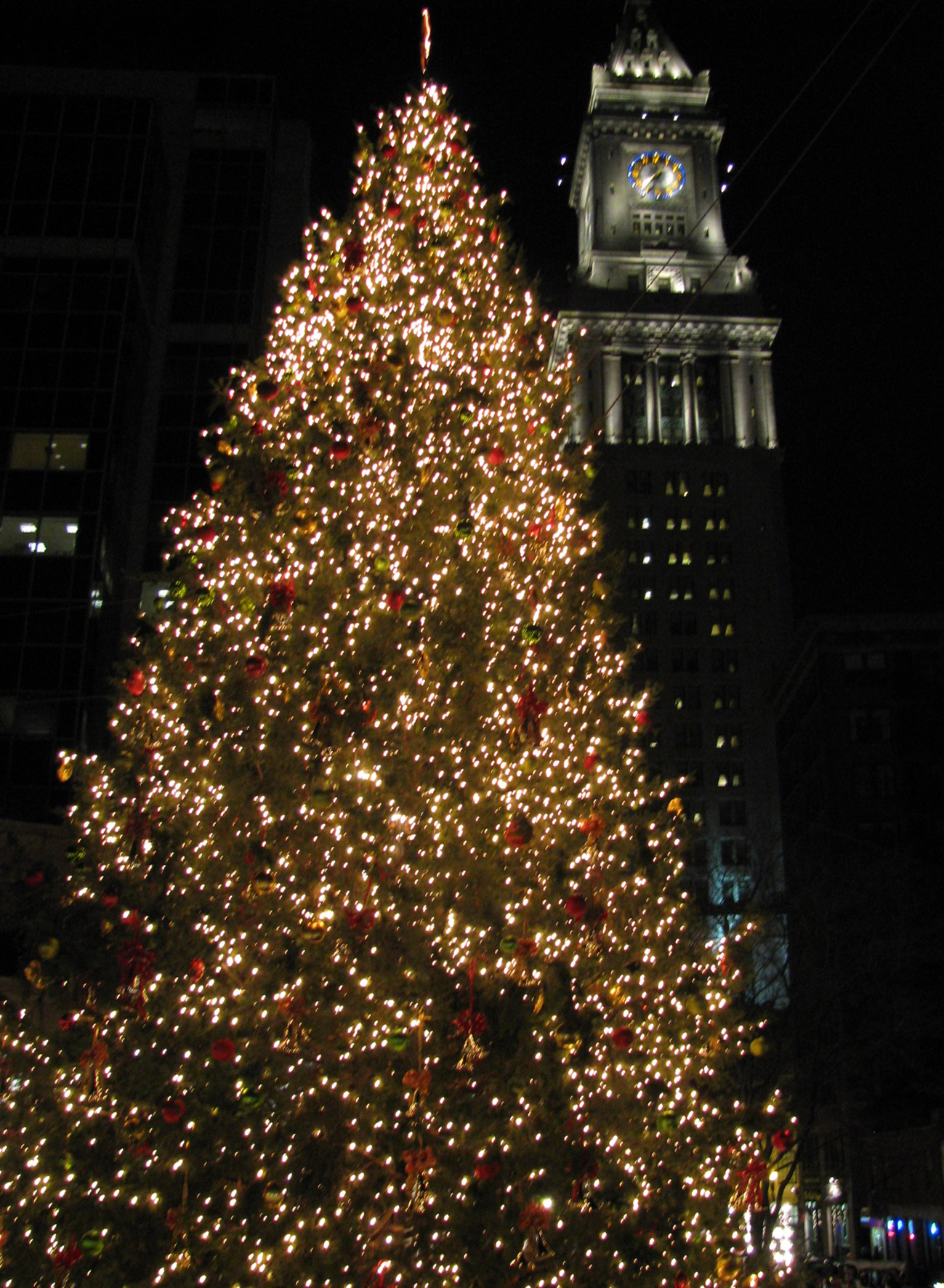
ボストンで使用される電気の一部ははるばるジェームズ湾地域のダムから送電されている。

イドロ・ケベックはニューイングランド、ニューヨーク、オンタリオ州におけるバルク電力市場での長期の契約や取引の下、カナダやアメリカ合衆国の近隣システムに余剰電力を売っている。HQエナジーマーケティングとHQエナジーサービス（アメリカ合衆国）の2社の子会社がイドロ・ケベックを代表して電気の取引に従事している。2010年の電気輸出売り上げは10億3400万ドルで取引量は23.3TWhだったが、同社によれば例外的に少ない取引量だったのにもかかわらず意外に多かったとしている。純輸出で10億3400万ドルの純利益に12.5 TWhの貯水池純ドローダウンとなった。
ほとんどの輸出販売は現在短期取引だが、イドロ・ケベックは以前より長期輸出契約を締結している。1990年、バーモント州にある配電企業13社と328 MW規模の取引に調印、イドロ・ケベックからの輸出は州内の全使用電力の28%を占めている。2010年3月21日、バーモント州にある2つの最大規模の電力企業であるグリーンマウンテンパワーとセントラルバーモントパブリックサービスがイドロ・ケベックより2012年から2038年まで26年間、225 MWの水力発電電力を購入する覚書を交わした。この覚書では市場価格の上昇からバーモント州の電気使用者を守るための価格の円滑化を実現するとしている。この契約は大型水力発電を「再生可能エネルギー」と定義することを条件としている。
再生可能エネルギー法のH.781は両院で可決され2010年6月4日にバーモント州知事のジム・ダグラスによって署名され成立した。
次の契約はフォーティス インコーポレイテッドの子会社でオンタリオ州コーンウォール内2万3千人の電気使用者を擁するコーンウォール・エレクトリックと交わされたが2008年に更新され2019年まで有効となった。
イドロ・ケベックは電気輸出に関して複数の強みを持っており、まず初めに水力発電に燃料が要らないためコストは化石燃料の値段の変動に左右されないこと、次に同社には需要と供給を合わせるための多くの柔軟性があり、日中は高い価格で電力を販売し、卸売価格が下がった時に自身の貯水池で電力を補充することが出来る。最後に家庭やオフィスでのエアコン需要で電力ピークが夏の非常に暑い日となる近隣のシステムと異なり、ケベック州における電力のピークは暖房需要により冬となっていることである。
バラク・オバマは2008年の選挙で再生可能エネルギー、温室効果ガスの排出量取引、電気自動車の普及を訴えたことはイドロ・ケベックにとって良い材料となった。近隣のシステムにおける以前の短期販売政策が成功したにもかかわらず、ケベック州政府はジェームズ湾プロジェクトでの試運転後に、イドロ・ケベックにアメリカ合衆国の配電企業との長期販売に力を入れた新たな戦略計画を練るように求めた。この新たな計画は2009年7月に公開された。
イドロ・ケベックは2012年の10月、11月に発生したハリケーン・サンディを受けてニューヨーク都市圏に作業員を派遣した。